# ロシアのウクライナ侵攻に対する国際社会の反応
ロシアのウクライナ侵攻に対する国際社会の反応（ロシアのウクライナしんこうにたいするこくさいしゃかいのはんのう、英語:  International reactions to the 2022 Russian invasion of Ukraine）では、2022年2月24日に開始されたロシアのウクライナ侵攻に対する政府・公的機関、各方面・個人それぞれの反応と、それに呼応して発生したロシア・ウクライナ双方への支持・支援の動きについて述べる。

## 政府・公的機関の反応

2022年ロシアのウクライナ侵攻に対する国際社会の反応。
----
侵攻を非難した国
中立の国
侵攻がウクライナもしくはNATO、アメリカ合衆国の責任であるとした国
不明
----
ロシア
ウクライナ

### ヨーロッパ
- イギリス

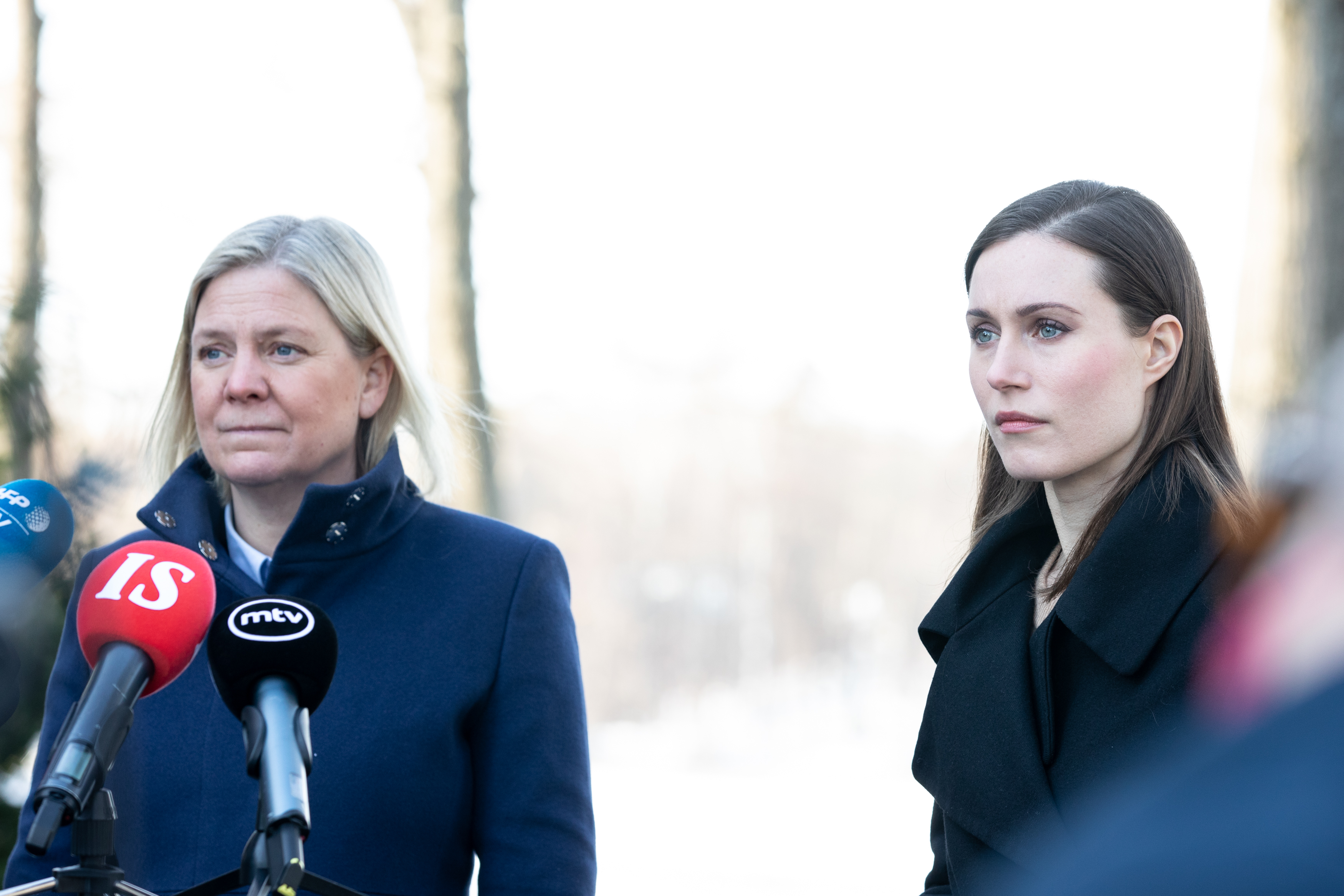
スウェーデンのマグダレナ・アンデション首相とフィンランドのサンナ・マリン首相の共同記者会見（2022年3月5日）

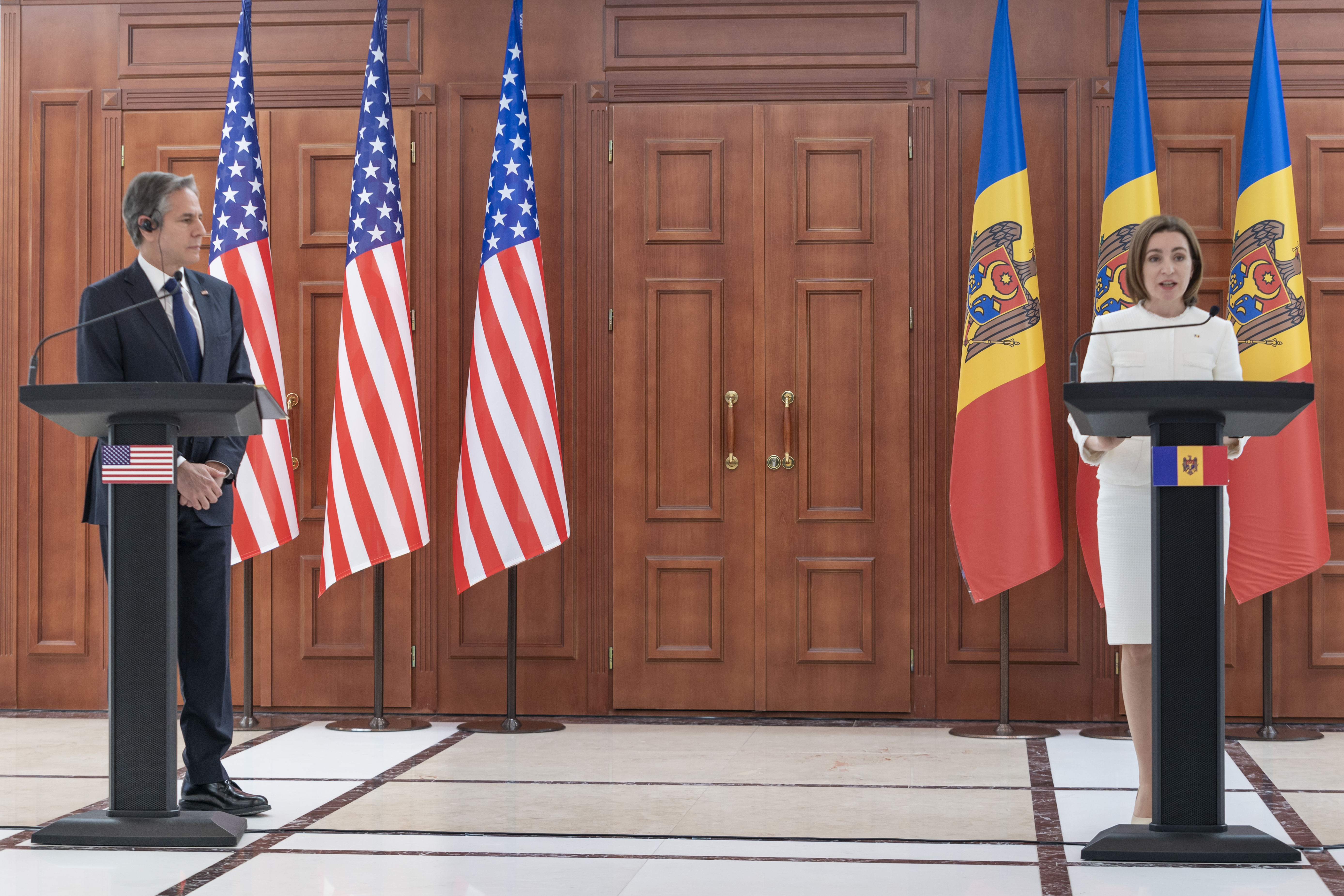
アメリカのアントニー・ブリンケン国務長官とモルドバのマイア・サンドゥ大統領の共同記者会見（2022年3月6日）。

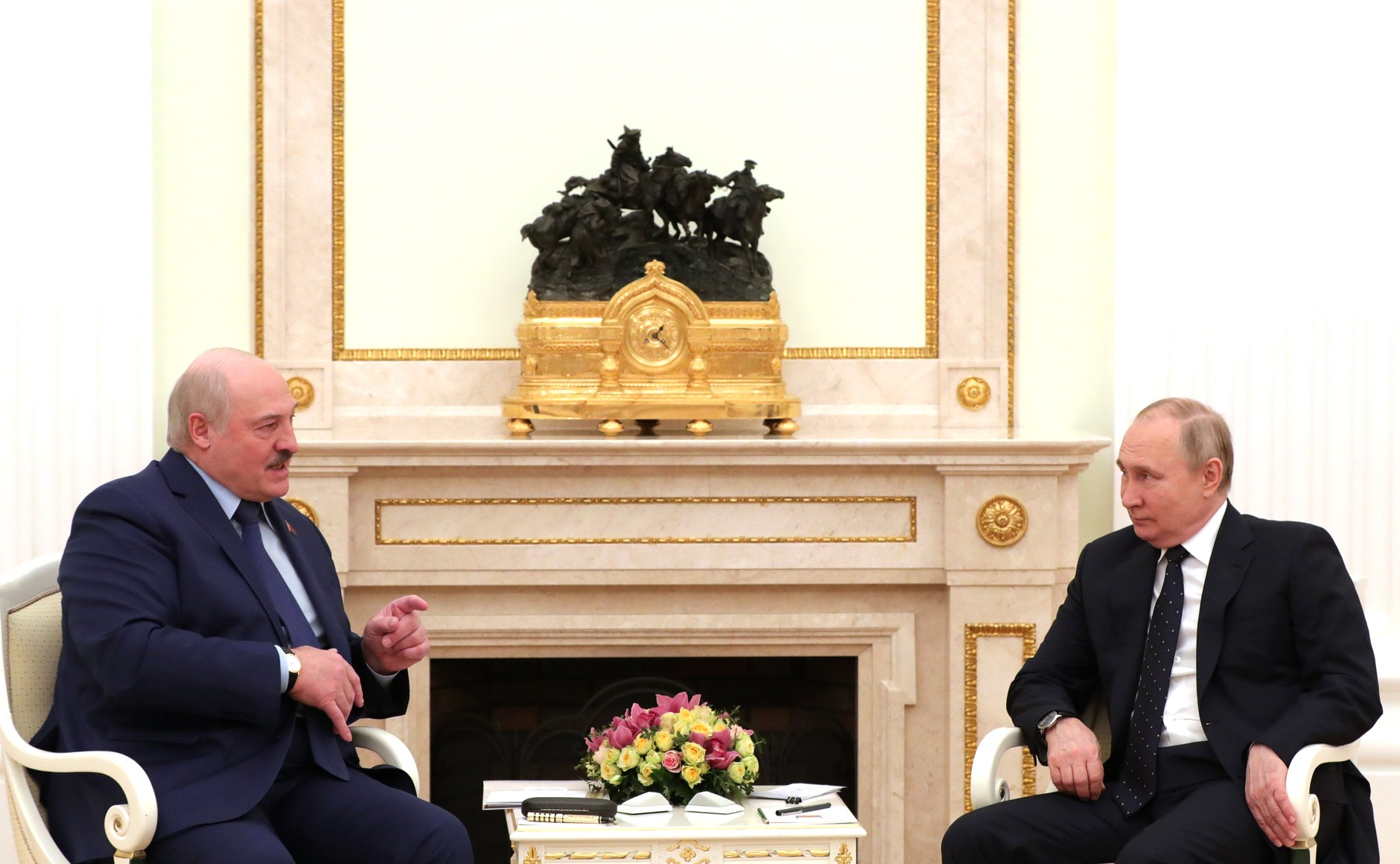
ベラルーシのアレクサンドル・ルカシェンコ大統領とプーチン大統領の会談（2022年3月11日）。

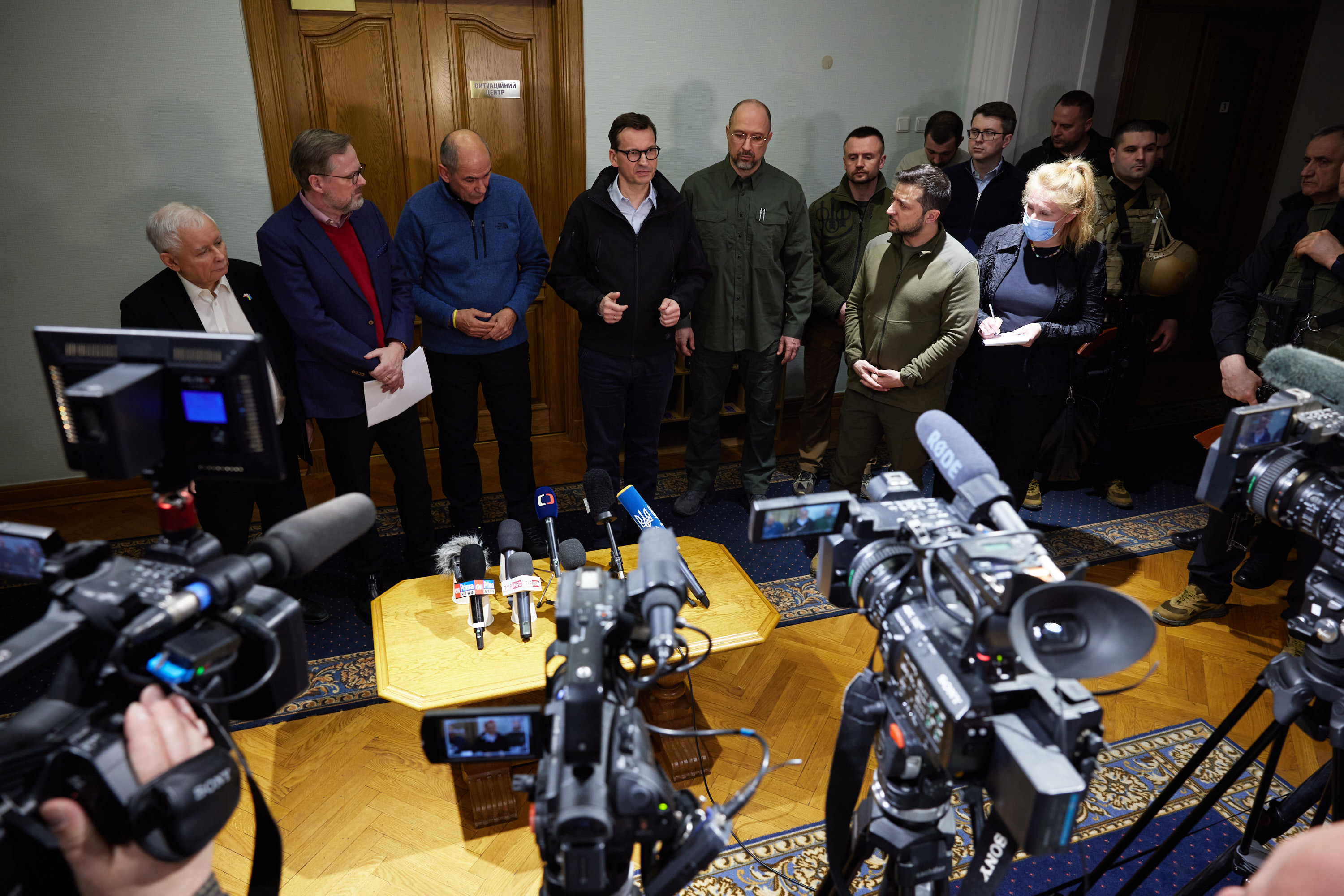
ポーランドのマテウシュ・モラヴィエツキ首相、チェコのペトル・フィアラ首相、スロベニアのヤネス・ヤンシャ首相は2022年3月15日、列車でキエフに移動しウクライナのウォロディミル・ゼレンスキー大統領と会談した。

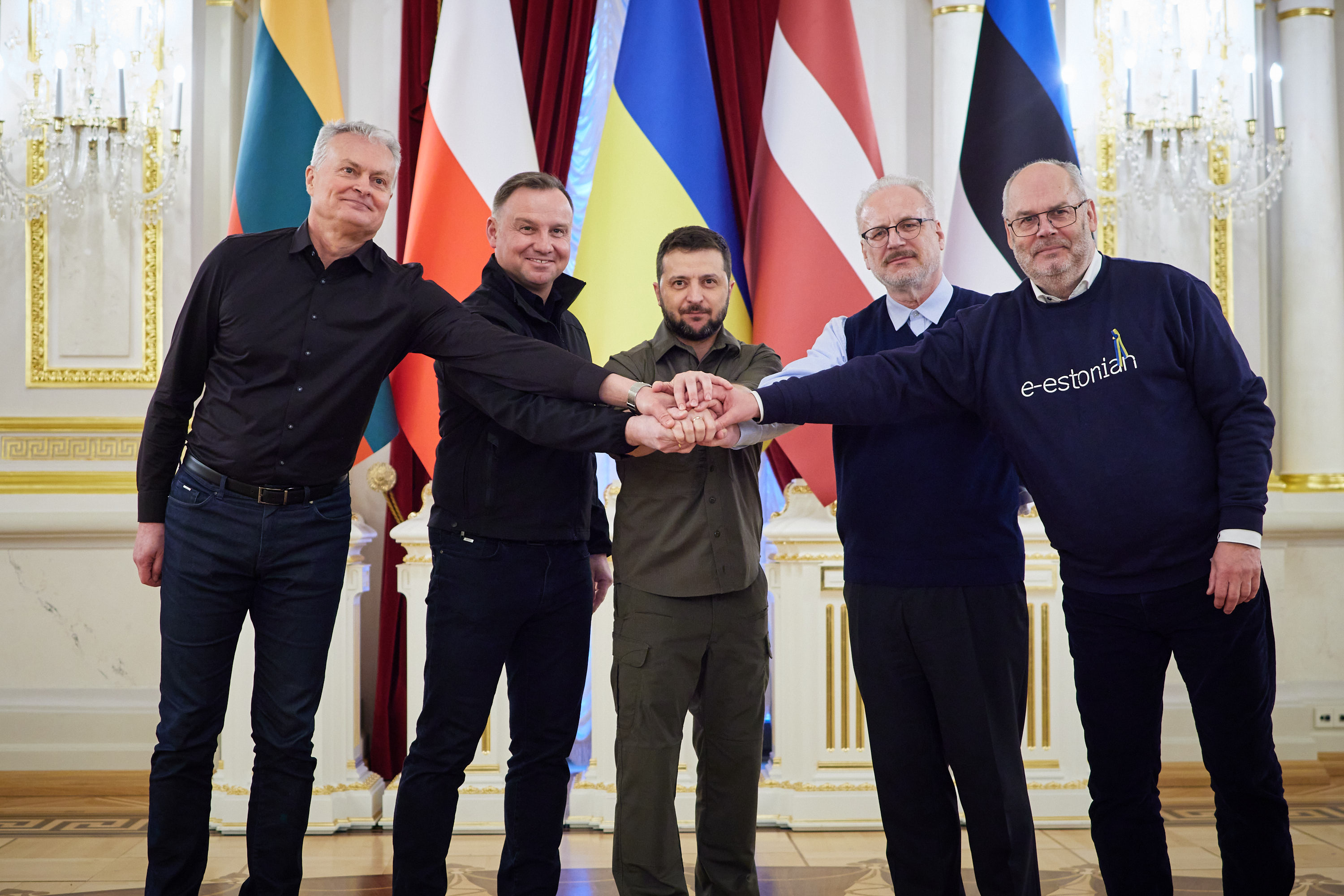
左からリトアニアのギタナス・ナウセダ大統領、ポーランドのアンジェイ・ドゥダ大統領、ゼレンスキー大統領、ラトビアのエギルス・レヴィッツ大統領、エストニアのアラル・カリス大統領（2022年4月13日）。

  - 2月19日、イギリスのボリス・ジョンソン首相は、ドイツのミュンヘンで開かれた安全保障会議に出席した際に同地でBBCの取材に応じ、ロシアが「1945年以降で最大の戦争」を計画していることを証拠が指し示していると述べた。ジョンソンへのインタビューは翌20日に放送された[6]。
  - 2月22日、ジョンソン首相はロシアの5つの主要銀行、およびウラジーミル・プーチン大統領らロシア上層部に対する制裁措置を発表した[7][8]。
  - 3月8日、同年末にかけてロシア産原油の輸入を段階的に停止すると発表した[9]。
  - 3月18日、英国情報通信庁（Ofcom）はロシア国営テレビ「RT」がイギリス国内で放送する許可を同日付で取り消したと発表した[10]。
  - 3月23日、政府は、ロシアやウクライナでの偽情報対策として、BBCの国際放送に410万ポンド（約6億6千万円）を提供すると発表した[11]。
  - 3月25日、ジョンソン首相はウクライナ兵士・パイロットへの給与支払いやBBCの地域報道を支援するために約3000万ポンド（4000万ドル）を拠出することを発表した[12]。
  - 4月8日、政府はプーチン大統領の娘2人（長女：マリーヤ、次女：カテリーナ）やセルゲイ・ラブロフ外相の娘らの資産凍結を発表した[13]。
  - 4月9日、ジョンソン首相は首都キエフを訪問し、ゼレンスキー大統領との会談後にイギリスの首相官邸はウクライナに装甲車120台と対艦ミサイルシステムなどを供与すると発表した。なお、G7首脳のキエフ訪問は初である[14]。
- ドイツ
  - 2月22日、ドイツのオラフ・ショルツ首相は、ノルドストリーム2パイプラインの認証プロセスを停止すると発表した[15]。また、「ロシアの攻撃はあからさまな国際法違反で正当化できない。プーチン大統領による無謀な行為を最も強い言葉で非難する」とツイッターに投稿した[16]。
  - 3月3日、アンナレーナ・ベアボック外相はスロベニアのロガル外相との共同記者会見で、ウクライナを避難したすべての同国国民を迎え入れる方針を明らかにした[17]。
  - 3月7日、ショルツ首相はヨーロッパがロシアからの輸入に頼らずにエネルギー供給を確保することは不可能だとの見解を示した[18]。
  - 3月18日、ショルツ首相はプーチン大統領と電話会談を行い、ウクライナでの停戦を要求した。会談は1時間近くに及んだ[19]。
  - 4月4日、ドイツ外務省はブチャの虐殺を受け、自国に駐在するロシアの外交官ら40人の追放を決めたと発表した[20]。
  - 5月10日、ベアボック外相はキエフを訪問し、ドミトロ・クレーバ外相との共同記者会見でキエフでの大使館業務を同日、再開したことを明らかにした[21]。
- フランス
  - 3月25日、フランスのエマニュエル・マクロン大統領は、マリウポリに取り残されている人たちの脱出作戦をギリシャ、トルコ両国と共同で計画していることを明らかにした[22]。
  - 4月4日、フランス外務省はブチャの虐殺を受け、自国に駐在するロシア外交官ら35人の追放を決めたと発表した[20]。
- イタリア
  - 3月1日、イタリア政府はウクライナ国民への支援を確保することを目的として、2022年12月31日までの緊急事態を宣言した[23]。
  - 3月5日、イタリア政府は、オリガルヒと呼ばれるロシア新興財閥5人が所有する邸宅やヨット1億4300万ユーロ相当を差し押さえたと発表した[24]。
  - 4月5日、イタリアのマリオ・ドラギ首相は、「戦争犯罪は罰せられる必要がある」と言明した。またイタリア政府は国家安全保障上の理由から、ロシア外交官30人を追放すると発表した[25]。
- スペイン
  - 4月21日、スペインのペドロ・サンチェス首相は、デンマークのメッテ・フレデリクセン首相とともにキエフを訪問した。ゼレンスキー大統領と会談し、ウクライナに追加の軍事支援を約束した。サンチェス首相は共同記者会見で、スペインは新たに200トンの弾薬と軍事物資をウクライナに送ると述べた[26]。
- デンマーク
  - 2月27日、デンマークのフレデリクセン首相は、デンマーク国民が「国際義勇軍」に参加することについて「一見すると、これを妨げる法的な問題はない」と語り、容認する姿勢を示した[27]。
  - 3月6日、国防予算を大幅に拡大し、ロシア産天然ガスの依存から脱却することを目指すと発表した[28]。
  - 4月21日、フレデリクセン首相はスペインのペドロ・サンチェス首相とともにキエフを訪問し、ゼレンスキー大統領と会談した。フレデリクセン首相はウクライナへの武器供与を6億デンマーククローネ（8,760万ドル）増やすと述べ、会談後、ボロディアンカも訪問した[26]。
- フィンランド
  - 2月24日、フィンランドのサウリ・ニーニスト大統領は「仮面がついにはがされ、戦争の冷たい顔があらわになった」と述べ、ロシアの軍事侵攻を非難した[29]。またサンナ・マリン首相は、ロシアによる侵攻がフィンランドとNATO加盟国をとりまく論議に変化をもたらすだろうと述べ、自身のTwitterにおいて、ウクライナとウクライナ人に対し確固とした支援をすることを約した[30]。
  - 2月28日、フィンランド放送協会（YLE）は、NATO加盟への支持が53％に上ったとの世論調査を発表。初めて過半数に達した[1]。
  - 3月5日、マリン首相はヘルシンキでスウェーデンのマグダレナ・アンデション首相と共同で記者会見を行い、両国の安全保障協力を強化すると発表した[1]。
  - 4月13日、マリン首相はストックホルムでスウェーデンのアンデション首相と再度共同記者会見を行いNATO加盟への意欲を公表し、数週間以内に決定するとした[31]。
  - 5月18日、フィンランドとスウェーデンはNATOへの加盟を正式に申請した[32]。
  - 5月26日、マリン首相はキエフを訪問しゼレンスキー大統領と会談、キエフ近郊のブチャとイルピンを視察した[33][34]。
- スウェーデン
  - 2月24日、スウェーデンのマグダレナ・アンデション首相は「ロシアの侵攻を最大限の強い言葉で非難します。ロシアが行った行為は同時に、ヨーロッパの安全と秩序に対する攻撃でもある」と述べた[35]。
  - 3月4日、大手日刊紙が委託した世論調査が発表され、NATO加盟支持は51％となり、初めて過半数に達した[1]。
  - 3月5日、アンデション首相はヘルシンキでフィンランドのマリン首相と共同で記者会見を行い、両国の安全保障協力を強化すると発表した[1]。
  - 3月8日、アンデション首相は記者団に対し、NATO加盟に否定的な見方を示した[36]。
  - 4月13日、アンデション首相はフィンランドのマリン首相とストックホルムで再度共同記者会見を行い、3月には否定的だったNATO加盟への意欲を表明し早急に判断すると発表した[31]。
  - 5月18日、フィンランドとスウェーデンはNATOへの加盟を正式に申請した[32]。
- ノルウェー
  - 2月24日、ノルウェーのヨーナス＝ガール・ストーレ首相は「ロシアの軍事攻撃を最大限の強い言葉で非難する」との声明を発表した[37]。
  - 2月27日、ストーレ首相は、政府系ファンドで保有している1兆3千億ドル規模のロシア資産を売却する方針を明らかにした[38]。
- オーストリア
  - 4月9日、オーストリアのカール・ネハンマー首相はキエフを訪問、ゼレンスキー大統領と会談し、ネハンマー首相は記者会見で「戦争が終わるまでEUは制裁を強化し続ける」と述べた[39][40]。
  - 4月11日、ネハンマー首相はモスクワを訪問し、プーチン大統領と会談した。ネハンマー首相はその後のNBCテレビのインタビューで、プーチン大統領は「戦争に勝っていると信じている」との印象を受けたことを明らかにした[41][42]。
- スイス
  - 2月28日、スイスのイニャツィオ・カシス大統領は、EUと歩調を合わせた対ロシア制裁として、国内の金融機関にEUの制裁対象となった個人や企業との取引を禁じ、関与したロシア人の資産の凍結を発表した。また、ロシアがウクライナ東部の親ロシア派支配地域の独立を承認した際には非難を表明している[43][44]。
  - 3月11日、連邦内閣は、前例のないS特別許可証を発給し、ウクライナ難民を集団的に保護すると表明した[45]。
- バチカン
  - 2月25日、ローマ教皇のフランシスコがツイッターを更新し「戦争は恥ずべき降伏。政治と人類にとっての失敗だ」と訴えた。また教皇は同日朝の公務をキャンセルし、バチカンのロシア大使館を急きょ訪問した。バチカン広報局によると、フランシスコ教皇はロシア大使と30分間会談して「ウクライナで起きていることに対する深い憂慮」を表明した[46]。
  - 5月9日までに、フランシスコはキリル総主教に対しプーチン大統領の「侍者になるな」と叱責した[47]。
  - 2024年3月9日、フランシスコは、スイスのラジオ局RTS（英語版）の取材に応じ、記者から交渉が「強い側を正当化する」ことになるのではないかと質問されたことに対して、「それもひとつの解釈だ」とした上で、「だが、より力のある者とは、状況を判断して、人々を思い、白旗をあげる勇気を持ち、交渉に臨む者だと思う」と述べた[48]。
- ルーマニア
  - 2月28日、ルーマニア両院議会はロシアの軍事行動を非難する決議案を賛成339票、反対1票、棄権2票で採択した。同日、ルーマニアのクラウス・ヨハニス大統領は、ベルギーのアレクサンドル・ド・クロー首相と協議した際、ベルギーが300人の部隊をルーマニアに派兵することに謝意を述べた[49]。
- ポーランド
  - 2月24日、ロシアのウクライナ侵攻は、「欧州全体への脅威」を示すものだとして北大西洋条約第4条を発動し、安全保障上の懸念に関する同盟国との協議を求めた[50]。
  - 3月22日、ピオトル・ノヴァク開発・技術大臣はこの日の声明で、前週にワシントンで行われたジーナ・ライモンドアメリカ商務長官との会談でロシアのG20からの除外を提案し、これに前向きな反応と同意が得られたことを明らかにした[51]。
  - 3月23日、同国駐在のロシア外交官など45人に対し、外交的特権を悪用しスパイ活動を行ったことを理由にペルソナ・ノン・グラータを発動した[52]。
  - 5月22日、ポーランドのアンジェイ・ドゥダ大統領はキエフを訪問し、ウクライナ議会で演説した。侵攻以後、同議会における対面の外国首脳の演説はドゥダが初めて[53]。
- チェコ
  - 2月24日、チェコのミロシュ・ゼマン大統領は国民向けの演説でウクライナ侵攻を「一方的な侵略行為だ」と呼び、ロシアは平和に反する犯罪を犯したため、厳しい制裁を受けるべきだと述べた。その上で、数日前までロシアがウクライナに侵攻することはないだろうと述べていた自身の主張が「誤り」であったと認めた[54]。
  - 5月11日、ゼマン大統領はウクライナ軍と共に義勇兵としてロシアと戦う許可を求めた国民103人に対し、ウクライナ行きを認めた。ゼマン大統領は親ロシア派として鳴らしており、プーチン大統領とは盟友関係にあったが、ウクライナ侵攻以後、態度を一変させた[55]。
- スロバキア
  - 2月24日、スロバキアのエドゥアルド・ヘゲル首相は、「侵略と好戦性が形となって我々の前に現れ、ロシアの帝国主義が復活した」、「今回の戦争の犠牲者はすべて、プーチン大統領による犠牲者である。彼は世界中の人々が注視する中で、すべての犠牲者に対し責任を負うことになるだろう」と述べた[56]。
  - 4月8日、ヘゲル首相はキエフを訪問し、ゼレンスキー大統領と会談を行った。EUのウルズラ・フォン・デア・ライエン欧州委員会委員長とジョセップ・ボレル欧州連合外務・安全保障政策上級代表とともに虐殺のあったブチャを訪問した[57][58]。
- ハンガリー
  - 2月24日、ハンガリーのオルバーン・ヴィクトル首相は「我々はEUおよびNATOの同盟国とともにあり、ロシアの軍事攻撃に抗議する」と表明した[59]。
  - 3月7日、バルガ・ミハーイ財務相はフェイスブックへの投稿で「ハンガリー政府はロシア産エネルギーに対するいかなる制裁も支持しない」と述べた[18]。
  - 3月15日、オルバーン首相は「ロシアはロシアの利益を、ウクライナはウクライナの利益を考えている。米国も欧州連合（EU）も、ハンガリー人の気持ちになって物事を考えることはないだろう。われわれは自らの利益を守らなければならない」「この戦争から距離を置く必要がある。このため、戦場に軍や兵器を派遣することはない」と述べた[60]。
  - 3月24日、ウクライナのウォロディミル・ゼレンスキー大統領はEU首脳会議で行ったオンライン演説で「ヴィクトル、マリウポリで何が起きているか知っているのか？」「誰の味方に付くのかはっきり決めるべきだ」と訴えた。これを受けてオルバーン首相は3月25日、ゼレンスキー大統領が武器供与と対ロシア制裁の強化を求めたことについて、「国益に反する」として拒否する方針を示した[61]。
  - 4月8日、コバチ・ゾルタン首相報道官はCNNの取材に答え、ハンガリーはウクライナに対し武器を供与するつもりはないと明らかにした[62]。
- ギリシャ
  - 2月24日、ギリシャのカテリナ・サケラロプル大統領は、「我々は、独立国家に対して行ったロシアの攻撃を強く非難する」と述べた[63]。さらに同国のキリアコス・ミツォタキス首相も「もとよりギリシャは、すべての国家の領土保全と主権、独立を尊重する。それゆえ、これらの価値観と相容れない修正主義者の行動を我が国は全面的に非難する」「国外居住者、とくにマリウポリの地域の国外居住者については今後も注視し続ける」と述べた[64][注 1]。
  - 国際女性デーの3月8日、サケラロプル大統領は戦争の災禍に遭ったウクライナの女性に捧げるためウクライナの国旗と同じ色のドレスで議会に出席した[66]。
- セルビア
  - 2月21日にロシアがウクライナ東部の親ロシア派支配地域の独立を承認すると、これに対しセルビアのアレクサンダル・ヴチッチ大統領は2月23日、「ゼレンスキー大統領が1999年のNATOによるコソボ空爆（アライド・フォース作戦）を公共のテレビで非難するのであれば、私も共にウクライナ東部の独立承認を非難しよう」と述べた[67]。
  - 2月25日、ヴチッチ大統領は「ロシアがウクライナを含む多数の国で行った領土保全に対する侵害は非常な過ちだと考える」と明言したが、セルビアはロシアに対する経済制裁を拒んでいる[68][69][70]。
  - 5月17日、同国のブルナビッチ首相は学校など公共施設への爆破予告が100件近く相次いでいると明らかにした。この件について「制裁不参加に対する外国からの圧力だ」と非難したが、根拠は明らかにしなかった[71]。
- クロアチア
  - 2月24日、クロアチアのアンドレイ・プレンコビッチ首相は自らのTwitterを更新し、「我々は、ロシアによるウクライナ侵略と侵攻を強く非難する。今回の一方的な攻撃はウクライナの主権と国際法に対し重大な違反を犯している」と述べた[72]。
  - 5月8日、プレンコビッチ首相はキエフを訪問し、ゼレンスキー大統領と会談した[73]。
- ブルガリア
  - 2月28日、ブルガリアのキリル・ペトコフ首相は、ロシアによるウクライナ侵攻を「戦争」ではなく「軍事作戦」と呼ぶなど、ウクライナ危機への関与に消極姿勢を示したステファン・ヤネフ国防相を罷免すると発表した[74]。
  - 3月2日、ブルガリア駐在のロシア外交官2人に対し、「外交官の立場と相いれないスパイ活動」を理由にペルソナ・ノン・グラータを発動した[75]。
- エストニア
  - 2月24日、ポーランドと同様に北大西洋条約第4条を発動した。
  - 3月18日、ロシア外交官3人に対し、ペルソナ・ノン・グラータを発動した[76]。
  - 10月18日、エストニア議会がロシアをテロリスト政権とテロ支援国家に指定した[77]。
- ラトビア
  - 2月24日、ポーランドと同様に北大西洋条約第4条を発動した。
  - 3月18日、ロシア外交官3人に対し、ペルソナ・ノン・グラータを発動した[76]。
- リトアニア
  - 2月24日、リトアニアのギタナス・ナウセダ大統領は、緊急事態を宣言した[78]。同日、ポーランドと同様に北大西洋条約第4条を発動し、安全保障上の懸念に関する同盟国との協議を求めた。
  - 3月18日、ロシア外交官4人に対しペルソナ・ノン・グラータを発動した[76]。
  - 4月2日、リトアニアはEU加盟国の中で初めてロシアからの天然ガス輸入を完全に停止した。リトアニアのナウセダ大統領はTwitter上で、他の欧州諸国も輸入を停止するよう要請した[79]。
  - 4月4日、リトアニアの外務省はブチャの虐殺を受け、駐リトアニア露大使を国外追放すると発表した[80]。
- モルドバ
  - 2月24日、モルドバのマイア・サンドゥ大統領は、緊急事態の宣言を示唆した[81]。
  - 3月2日の国連総会での対ロ非難決議に賛成したうえで、翌3日にウクライナと同様にジョージアとともに欧州連合（EU）に加盟を申請した[82]。
- ベラルーシ
  - 2月24日、ベラルーシのアレクサンドル・ルカシェンコ大統領はプーチン大統領の要請に応じ、ロシアの短距離ミサイルや最新型防空ミサイルシステム「S400」を新たに配備する方針を示した。軍幹部を前に「可能な限りロシアを支援する」と述べた[83]。
  - 2月27日、国民投票が実施。ルカシェンコ大統領が提案した、核兵器を持たず中立を保つとの現行憲法の条項を削除する内容の改憲案が賛成65.16％、反対10.07％で承認された。これにより、ベラルーシにロシアの核兵器を配備することが可能になった[84][85]。同日、ベラルーシがロシアを支援するため、ウクライナに軍派遣を準備していることが判明した。
  - 3月11日、ルカシェンコ大統領はモスクワを訪問し、プーチン大統領と会談した。「我々はいつも同盟国を助けてきた」と述べ、西側諸国からの経済制裁を受けるロシアへの協力を誓った[3]。

### 北米
- アメリカ合衆国
  - 2月22日、アメリカのジョー・バイデン大統領はロシア開発対外経済銀行（英語版）、プロムスビャジバンク（英語版）の2銀行と、ロシアのソブリン債務に対する包括的な制裁を発表した[86]。
  - 2月24日、ウクライナ侵攻を受け、ロシアに対する追加制裁措置を発表した。ロシア第2位のVTB銀行など新たに4行を制裁の対象とし、ロシアがドルや円、ユーロ、ポンドでビジネス取引を行う能力を制限した。バイデン大統領は、NATO加盟国の支援を理由として東欧に7,000人規模の米兵の派遣を決定した[87]。
  - 3月1日、アメリカ政府はニューヨークに駐在するロシア国連代表部の外交官12名に対し「アメリカに居住する権利を乱用し、アメリカの安全保障に悪影響を及ぼす諜報活動を行った」としてペルソナ・ノン・グラータを命令した[88]。
  - 3月1日、バイデン大統領は就任後初めてとなる一般教書演説を行った。その中で「プーチン大統領はかつてないほど世界で孤立している」「彼は戦場では利益を得るかもしれないが、長期的には高い代償を払い続けることになる」と述べた[89]。
  - 3月8日、バイデン大統領はロシア産の原油、天然ガス、石炭などの輸入を禁止すると発表した[9][90]。これに伴う原油価格高騰への対策として経済制裁を実施しているベネズエラに、アメリカに直接供給することを禁輸措置緩和の条件として求めた。しかし、制裁理由の人権問題がまったく改善していない中での交渉は、米議会の一部議員からは批判の声も上がった[91]。この後、OPECのサウジアラビアとアラブ首長国連邦からは電話会談を拒否された[92]。
  - 3月11日、バイデン大統領はロシアとの「恒久的正常貿易関係（PNTR）」を無効とし、世界貿易機関ルールに基づくロシアの「最恵国待遇」を撤回すると表明した[93]。追加の経済制裁としてロシアからのウォッカ、魚介類、非工業用ダイヤモンドなどの輸入禁止、ロシアへの高級時計や高級車の輸出禁止、暗号資産の監視強化などを打ち出した[94]。
  - 4月6日、ブチャの虐殺行為の判明を受け、アメリカ政府はロシアに対する追加制裁を発表した。ロシア最大手のズベルバンクと民間最大手のアルファ銀行に対する資産凍結とアメリカ国内との取引全面禁止、プーチン大統領の娘2人（長女：マリーヤ、次女：カテリーナ）やラブロフ外相の妻や娘、ドミートリー・メドヴェージェフ前大統領などの政府関係者の資産凍結が含まれる[95]。
- カナダ
  - 3月10日、カナダのジャスティン・トルドー首相はプーチン大統領がウクライナへの攻撃で民間人を「明確な標的」に選んだとの見方を示した[96]。
  - 5月8日、トルドー首相はウクライナを訪問した。予告なしでキエフ近郊のイルピンを視察後、ゼレンスキー大統領と対面で会談した。トルドー首相は記者会見で、ウクライナへ追加軍事支援を提供するほか、ロシアの個人や法人への追加制裁も発動すると発表した[97]。

### アジア
- 中国
  - 2月24日、中国外務省の華春瑩報道官は記者会見で、「中国は最新の動向を注視している。関係国は自制を保ち、状況を制御できなくなる事態を避けるよう呼びかける」と述べた。そのうえで「関係国は、平和の扉を閉ざすことなく対話と協議の努力を続け、事態をさらにエスカレートさせないよう願っています」と述べた。華報道官は、ロシア側の行動がウクライナへの侵略行為にあたるかどうか認識を問われたのに対し「ウクライナ問題は、非常に複雑な歴史的背景や経緯があり現在の状況に発展しました」と繰り返し明確な回答を避けた[98]。
  - ロシアとの関係が深い中国は仲介役として期待され、3月1日には中国の王毅外相とウクライナのドミトロ・クレーバ外相が1日電話会談を行い、クレーバ外相は中国側に停戦に向けた仲介を求めた[99]。これに対し、王毅外相は話し合いによる解決を目指すべきだという立場を改めて示した。中国は経済・軍事的にもウクライナとの関係が深く、一帯一路の要所になっていることから、逃げ道をつくっているとされる[100]。
  - 3月2日の国連総会の対ロ非難決議（以下「国連総会決議ES-11/1」）は棄権し、経済・金融制裁に関しては「ロシアと正常な貿易協力を進める」と反対する立場を表明している[101]。
  - 3月15日、中国がロシアに対する軍事協力に前向きな考えを示したとの情報を、アメリカのバイデン政権が入手していたことが明らかとなった。英フィナンシャル・タイムズによると、ロシアは中国に対して地対空ミサイルや軍用ドローン、装甲車など5種類の軍事装備品の提供を要請していたとされる[102]。これに対し中国側は「うその情報を流し、中国の立場をおとしめている」としてアメリカを批判した[103]。
- 韓国
  - 2月24日、韓国の文在寅大統領はロシアへの経済制裁への参加を表明した[104]。2月28日、外交部はロシアに対する経済制裁を含むウクライナ情勢への措置・対策の概要を発表した[105]。
  - 4月8日、徐旭国防部長官はウクライナのレズニコフ国防相との電話会談でロシアによる武力侵攻を糾弾し、「民間人虐殺に対する深刻な憂慮」を表明した[106]。
- 北朝鮮 - 2月26日、外務省は「NATOの拡大でロシアの安全が脅かされている」と欧米を非難するとともに、ロシアを擁護する主張をウェブサイト上に掲載した[107][108]。また3月2日には外務省報道官がロシアによるウクライナ侵攻の原因は「他国に対する強権と専横をこととしている米国と西側の覇権主義政策にある」との立場を明らかにするなどプーチン大統領への支持を鮮明にしている[109]。
- 中華民国（台湾） - 2月25日、蘇貞昌行政院長は、ロシアへの制裁を発動する考えを表明した。さらに半導体受託生産で世界最大手のTSMCは、全ての輸出管理規則を順守すると発表した[110]。
- シンガポール - 3月5日、シンガポールの外務省はロシアへの制裁として、ロシアの銀行4行との取引をシンガポール国内の金融機関に禁じると発表した[111]。
- インドネシア - 2月24日、インドネシアのジョコ・ウィドド大統領は自身のTwitterを更新し、「戦争をやめよ。戦争は人類に苦しみしかもたらさず、世界を危険にさらす」と述べた[112][113]。2月25日、インドネシアの外務省はロシアによるウクライナ侵攻は、「容認できない」と表明した[114]。3月10日、ジョコ大統領は日本経済新聞の単独インタビュー上でロシアのウクライナ侵攻に深い懸念を表明し、「主権と領土の一体性は全ての当事者に守られるべきだ」と述べ、停戦を求めた。一方で、ロシアへの経済制裁並びに議長国を務めるG20からの排除には否定的な考えを示した[115]。
- ミャンマー - 2月25日、国家行政評議会（軍事政権）のゾー・ミン・トゥン将軍はロシアの支持を表明した[116]。一方で反政府勢力の国民統一政府ササ国際協力大臣は自身のTwitterで「国連憲章と国際法に違反しており、ロシアの侵攻は容認できない」とロシアを非難した[117]。国民統一政府の代表は3月2日の国連総会決議ES-11/1に賛成した[118]。
- インド
  - 2月25日、国連人権理事会はウクライナ情勢に関する緊急会合を3月3日に開くことを賛成多数で決めるが、インドは採決を棄権した[119]。
  - 3月2日、国連総会決議ES-11/1を棄権した[120]。
  - 3月3日、国連安全保障理事会のロシア非難決議案の採決を棄権した[121]。
  - 3月18日、政府高官はAFP通信の取材に応じ、欧州諸国がロシア産エネルギー資源の輸入を停止していないとして、ロシア産原油の輸入の継続を正当化した[122]。
  - 4月1日、インドのナレンドラ・モディ首相とスブラマニヤム・ジャイシャンカル外相は、ニューデリーでロシアのセルゲイ・ラブロフ外相と会談した[123]。欧米の制裁回避に向けたドルによらない決済システムなどを協議した。ラブロフは「インドは一方的でなく、全体の情勢を捉えている」と述べ、国連での非難決議の棄権や、経済制裁に否定的な姿勢を評価した[124]。
  - ブチャの虐殺行為が判明した後の4月5日、同国のT・S・ティルムルティ（英語版）国連常駐代表は、安全保障理事会の会合で「ブチャでの民間人殺害に関する報告は実に悲惨だ」とし「こうした殺害を明確に非難し、独立した調査要請を支持する」とロシアへの非難を表明した[125]。
  - 4月7日、国連人権理事会におけるロシアの資格停止を問う決議案の採決を棄権した[126]。
- パキスタン - 2月21日にロシアがドネツク人民共和国とルガンスク人民共和国の国家独立を承認すると、2月23日、パキスタンのイムラン・カーン首相はプーチン大統領と会うためにモスクワへ飛んだ[127]。24日、プーチンと会談。パキスタン首相府の声明によると、カーン首相はウクライナ侵攻に遺憾の意を表明し、「紛争は対話と外交を通じ解決すべきだ」と強調したという[128]。3月2日の国連総会決議ES-11/1は棄権している[120]。
- アフガニスタン - 2月25日、アフガニスタンのタリバン政権はロシアのウクライナ侵攻について、双方に暴力の停止と対話による平和的な解決を求める声明を発表した[129][130]。なお、前政府の代表は3月2日の国連総会決議ES-11/1に賛成している。
- カザフスタン - カザフスタンのカシムジョマルト・トカエフ大統領は、ロシアからの軍派遣の要請を断ったことを明らかにした[131]。なお、3月2日の国連総会決議ES-11/1は棄権している[120]。
- ジョージア - ジョージアも3月2日の国連総会での対ロ非難決議に賛成したうえで、翌3日にウクライナと同様にモルドバとともに欧州連合（EU）に加盟を申請した。ジョージア政府は「ジョージアは欧州の国家だ」と声明した[132]。
- トルコ - 2月24日、トルコのレジェップ・タイイップ・エルドアン大統領は、ロシアの攻撃は容認できず、ウクライナ支持を明言した[133]。また、ロシアもウクライナもトルコにとっては友好国で、こうした対立は悲しいと語った[134]。ウクライナのヴァシリー・ボドナル（ウクライナ語版）駐トルコ大使は、黒海に通じるボスポラス海峡とダーダネルス海峡でのロシア船通航禁止をトルコに要請した[134]。2月25日、トルコの外務大臣は同国がロシアの経済制裁へ反対すること、両海峡のロシア船通行禁止を実施しないことを明言した[135]。しかし、2月28日、トルコ政府は一転、黒海沿岸国の軍艦が黒海沿岸にある母港に寄港すること以外の理由で、両海峡の通過を認めないとしていた[136]。4月より黒海を通じたウクライナからの穀物輸出に関する話し合いを国連とともに始め、7月22日に4者合意を果たした（黒海穀物イニシアティブ）。10月14日、エルドアン大統領はロシアのプーチン大統領と会談し、流血を終わらせると発言した[137]。
- イスラエル
  - 3月1日のバビ・ヤールホロコースト記念地付近への空爆に対し、イスラエルの外相とディアスポラ事務担当相は名指しを避けながら、事件を非難した[138]。一方、名指しの非難はせず、経済制裁へも言及せず、武力行為は批判しながらもバランスを保っている。イスラエルのナフタリ・ベネット首相はゼレンスキー大統領とプーチン大統領の双方と会談し、仲介も申し出ている[139]。
  - 5月2日、ラブロフ外相の「ヒトラーにユダヤ人の血が流れている」という発言に対し、イスラエルのラピド外相が「許せるものでは無い」と述べ、ロシア大使を呼び出し抗議する姿勢を示した[140]。
  - 5月5日、ベネット首相はプーチン大統領と電話会談を行い、プーチン大統領がラブロフ外相の発言について謝罪し、ベネット首相は謝罪を受け入れた[141]。
- レバノン - 2月24日、外務省はロシアによる侵攻を非難し、ロシアに対して「軍事作戦の即時停止」を要求した[142]。これを受けてレバノンのロシア大使館は、「こうした出来事において、一方の肩を持ち、一方を糾弾するというのは分離の原則を侵害するものである。レバノン共和国の発展と安定にロシアは貢献もしなかったし努力も払わなかった、と言っているのと等しく、我々としては驚かざるを得ない」と述べた[143]。
- アラブ首長国連邦 - インド・中国とともに国連安全保障理事会のロシア非難決議案で棄権[121]。両国に対し、ウクライナにおける敵対的行為の即時解除と停止を要求した[144]。なお、3月2日の国連総会決議ES-11/1は賛成している。
- サウジアラビア - サウジアラビアも、侵攻の是非には言及せずOPEC+の一員であるロシアによるエネルギー市場への影響を懸念した[145]。なお、3月2日の国連総会決議ES-11/1は賛成している。
- シリア - 2月25日、シリアのバッシャール・アル＝アサド大統領はロシアの侵攻を「歴史の訂正」として賞賛し、ロシアの支持を表明した[146][147]。

### 日本
- 2月23日、日本の岸田文雄首相は、ルガンスク、ドネツク両州で親露派が実効支配する二つの地域の関係者の査証発給の停止および資産凍結、二地域との輸出入の禁止、ロシア政府による新たなソブリン債の日本での発行・流通の禁止などの制裁を行うと発表した[148]。
- 2月24日、侵攻を受けて岸田首相は官邸危機管理センターに設置されているウクライナ情勢に関する官邸連絡室を官邸対策室に格上げして改組し、国家安全保障会議を開催して現地に滞在する日本人の安全確保に努めるとともに、引き続き情報の収集と情勢の把握を進めるよう指示した[149][150]。
- 同日、林芳正外相はロシアのミハイル・ガルージン駐日大使を外務省に呼び、この侵攻はウクライナの主権と一体性を侵害するものであり、明らかな国際法違反であるとし、日本人を含めた民間人の安全の保証を求めた。これに対しガルージン大使は「大臣の発言はモスクワに報告する。同時にこちらから反論したい。ロシアによるウクライナの侵攻というようなことは起こっていない。今起きていることは、大統領の決定による特殊軍事作戦で、その目的は、ウクライナ政府によって『ドネツク人民共和国』と『ルガンスク人民共和国』で虐げられた人を保護することだ」と述べた[151]。
- 2月25日、岸田首相は侵攻を受けた追加制裁として、プーチン大統領を筆頭としたロシア政府関係者を含む個人や団体に対する資産凍結と査証の発給停止、ロシア開発対外経済銀行およびプロムスビャジバンク、バンク・ロシヤの3銀行の資産凍結、ロシアの軍事関連団体への輸出、国際合意に基づく規制品目や半導体など汎用品のロシア向け輸出の規制を行うと発表し、制裁の対象者・団体はこれ以降順次追加され、官報で告示された[152][153][154]。3月3日には、ロシアのウクライナ侵攻を協力したとされるベラルーシについてもルカシェンコ大統領を筆頭とした政府関係者を含む個人に対する資産凍結などの制裁措置を発表し、官報で告示された[155]。
- 3月1日に衆議院本会議で「ロシアによる侵略を非難する決議」[156]を賛成多数で採択し、翌2日に参議院本会議でも採択された[157]。両院ともれいわ新選組の議員のみが反対し、侵攻は非難するが決議だけでは不十分という理由だった[158]。
- 3月15日、松野博一官房長官は定例会見でウクライナの首都の名称表記をロシア語由来の「キエフ」からウクライナ語に基づく「キーウ」に変更すべきとの意見があることについて、「適切な表記の在り方について不断に検討していきたい」と述べ、「キーウ」の表記は国民に定着しておらず、ウクライナからの指摘もないことから「現時点で改めることは考えておりません」と語った[159]。
- 同日、古川禎久法相が記者会見で、岸田首相が3月2日にウクライナからの避難民の受け入れを表明して以来、3月13日までに47人のウクライナ人が「短期滞在」の在留資格で日本に入国したと発表した[160]。ウクライナの難民の総計が300万人を超えたとの発表[161]がなされた頃でもあったため、ニューヨーク・タイムズは3月15日に報じた記事の中で、「日本は難民に対し世界で最も非寛容な国の一つ」「世界で3番目の経済大国であるにもかかわらず、日本は難民認定の実績数のあまりの低さで広く知られており、かつ批判を受けてきた」と指摘した[162]。
- 3月22日、ロシア外務省が北方領土問題を含む平和条約交渉を停止すると発表したことに対し、岸田首相は参議院予算委員会の答弁で「今回の事態は全てロシアによるウクライナ侵略に起因して発生しているものであり、それを日露関係に転嫁しようとするロシアの対応は極めて不当であり、断じて受け入れることができない。逆に、日本として強く抗議するところであります」と発言した[163][164]。また森健良外務事務次官もロシアのガルージン駐日大使を外務省に呼び出し、ロシア政府が日本との平和条約交渉を中断すると発表したことについて、「今般の事態を招いたのは露側だ。日本側に責任を転嫁するかのような主張は極めて不当であり、断じて受け入れられない。強く抗議する」と述べた[165]。
- 3月30日、萩生田光一経済産業相は衆議院経済産業委員会で、サハリン沖の石油ガス開発事業「サハリン1」「サハリン2」について「日本の電力・ガス供給に不可欠なエネルギー源だ」と述べ、撤退しない方針を示した[166]。岸田首相は3月31日の衆議院本会議で「サハリン2」について「日本は撤退しない方針」と述べ[167]、「サハリン1」についても4月1日の参議院本会議で「撤退しない方針」だと述べた[168]。
- 3月31日、政府はウクライナの首都キエフの表記について、従来のロシア語の発音に基づく「キエフ」からウクライナ語の発音に基づく「キーウ」に変更することを決定した[169][170]。またキーウ以外のウクライナの地名についても、同様にウクライナ語読みに基づく呼称に変更する（例：オデッサ→「オデーサ」、ドニエプル→「ドニプロ」、チェルノブイリ→「チョルノービリ」など）[171][172]。
- 4月4日、岸田首相はウクライナの首都・キーウ郊外のブチャなどでロシア軍により多数の市民が虐殺された疑いが明らかとなったことに際しTwitterで「キーウ近郊において、民間人に対して極めて凄惨な行為が繰り広げられていたことに強い衝撃を受けています。無辜の民間人の殺害は、国際人道法違反であり、断じて許されず、厳しく非難します。ロシアは、その責任を厳しく問われなければなりません。」[173]と投稿しロシアを強く批判した。同日、自民党役員会で「国際社会と連携しながら、わが国としてすべきことをしっかり行っていきたいと思います」と述べ、対ロ追加制裁を検討する考えを記者団に表明した[174][175]。
- 4月5日、松野官房長官は「多数の無辜の民間人の殺害は重大な国際人道法違反であり、戦争犯罪であります。処罰されなければならない」と、日本国政府関係者では初めてロシアの行為を「戦争犯罪」と明言した[176]。
- 4月8日、外務省はロシア軍による民間人殺害など戦争犯罪が疑われる行為を受け、ロシア外交関係者に対しペルソナ・ノン・グラータを発動した。ガルージン駐日大使を同省に召喚し、外交官と通商代表部職員8人の国外退去を要請した。ガルージン大使は追放の対象に含まれていない[177][178]。
- 同日、岸田首相は記者会見でロシアに対する追加制裁を発表した。制裁内容としてロシアからの石炭・機械類・木材・ウォッカなどの輸入禁止、ロシアへの新規投資禁止、ロシア最大手のズベルバンクと民間最大手金融機関であるアルファ銀行の資産凍結や、プーチン大統領の娘2名など政府関係者の家族、軍関係者、議員など約400人と約20の軍事関連団体の資産凍結などであり[179]、12日に官報公示された[180]。
- 5月4日、ロシア側は日本の対露制裁に対する報復として以下の63人の日本人のロシアへの入国を禁止とする制裁を発表した[181][182]。
  - 閣僚：岸田文雄、松野博一、林芳正、鈴木俊一、岸信夫、古川禎久、二之湯智、西銘恒三郎
  - 国家安全保障局長：秋葉剛男
  - 国会議長、議員（主に与野党幹部及び衆院沖縄北方特別委員会、参院政府開発援助・沖縄北方特別委員会の委員・理事）：山東昭子、細田博之、高市早苗、佐藤正久、松川るい、森英介、志位和夫、石井苗子、熊野正士、森裕子、阿部知子、秋葉賢也、国場幸之助、鈴木隼人、堀井学、石川香織、大島敦、杉本和巳、稲津久、青木一彦、青山繁晴、今井絵理子、北村経夫、勝部賢志、高瀬弘美、大塚耕平、清水貴之
  - 諸団体幹部：諸星衛（北方領土問題対策協会理事長）、佐伯浩（北方領土復帰期成同盟会長）、脇紀美夫（千島歯舞諸島居住者連盟理事長）、桜田謙悟（経済同友会代表幹事）
  - 防衛副大臣、防衛政務官：鬼木誠、岩本剛人、中曽根康隆
  - 統合幕僚長：山崎幸二
  - 外務報道官：小野日子
  - メディア関係者：飯塚浩彦、近藤哲司、斎藤勉、遠藤良介（以上産経新聞社）、山口寿一、渡辺恒雄（以上読売新聞グループ）、二宮清純（スポーツジャーナリスト）、岡田直敏、長谷部剛、井口哲也（以上日本経済新聞社）、湯浅次郎（選択出版代表取締役）、加藤晃彦（「週刊文春」編集長）
  - 学者：袴田茂樹（青山学院大名誉教授）、神谷万丈（防衛大教授）、桜田淳（東洋学園大教授）、鈴木一人（東大院教授）、岡部芳彦（神戸学院大教授、ウクライナ研究会会長）、中村逸郎（筑波学院大教授）
- 7月19日、ロシア側は菅義偉前首相をはじめとする衆議院議員384人を入国禁止とする旨を発表した。

### オセアニア
- オーストラリア - 2月24日、オーストラリアのスコット・モリソン首相は、ロシア国家安全保障会議のメンバー8人を対象とした渡航禁止と金融制裁を発表した[183]。
- ニュージーランド - 2月25日、ニュージーランドのジャシンダ・アーダーン首相は、渡航禁止やロシア軍および治安部隊との商取引禁止からなる制裁措置を発表した[184]。
- ミクロネシア連邦 - 2月25日、ウクライナ侵攻に抗議するため、ロシアとの外交関係を断絶した[185][186]。

### 中南米
- メキシコ
  - 2月24日、メキシコのマルセロ・エブラル外相は自身のTwitterに動画を投稿し、「メキシコはロシアの侵略を強く非難し、即時の停戦と外交的解決によりウクライナ市民の保護を実現するように呼びかける」とつづった。
  - 3月1日、ロシア政府系メディアのスプートニクが、アンドレス・マヌエル・ロペス・オブラドール大統領に「メキシコに進出済みのロシア企業の操業やアエロフロート・ロシア航空便の乗り入れを制限する計画はあるか」と質問すると、メキシコのロペス・オブラドール大統領はこれに対し「対立する双方の国と対話が可能な状況を維持するために、ロシアに経済制裁を科すことはない」と答えた[187]。
- ブラジル
  - 2月27日、ブラジルのジャイール・ボルソナーロ大統領は、ウクライナについて「国の命運をコメディアンに託した」と述べたうえで、ブラジルはロシアの肥料に依存していて、ロシアに敵対する行為は「ブラジルの農業に重大な損害をもたらす可能性がある」と言及している。さらに平和を支持するとしながらも、「ブラジルにより多くの問題を持ち込みたくない」と述べており、「われわれはどちらの側にもつかず、中立を保ち、可能な限り協力する」とした。一方でウクライナでの大虐殺の可能性を問われると「大虐殺と言うのは言い過ぎだ」と述べ、ロシアがウクライナ東部ルガンスク、ドネツク両州の親ロシア分離派の支配地域を独立国家と認めた動きを擁護した[188][189]。
  - 3月2日、国連総会決議ES-11/1に賛成した[119]。
  - 4月7日、国連人権理事会におけるロシアの資格停止を問う決議案の採決を棄権した[126]。
- ニカラグア - 2月21日、ニカラグアのダニエル・オルテガ大統領は、「ウクライナ東部の親ロシア派が支配する地域の独立をプーチン大統領が承認したのは正しい」と主張した[190]。3月2日の国連総会決議ES-11/11は棄権した[191]。
- キューバ - 3月2日、外務省は「ロシア国境付近への北大西洋条約機構の急速な拡大は、ロシアの安全保障や地域一帯の平和にとって脅威だ」と指摘し「アメリカ政府はここ数週間、ロシアを脅かすとともに、国際社会でウクライナへの『差し迫った大規模侵攻の危機』をあおっている」とアメリカを非難したうえで、ロシアを支持する姿勢を示した[192]。ロシアはキューバの債務の返済期限を2027年まで延長することに合意するなど関係を深めている[193]。3月2日の国連総会決議ES-11/1は棄権した[120]。
- ベネズエラ - 2月22日、ベネズエラのニコラス・マドゥロ大統領は、「プーチン氏が地域の平和を守ろうとする試みを全面的に支持する」と発言している[194]。2月24日、外務省は、ミンスク合意を侵害したとして、NATOとアメリカを非難した[195]。3月1日、マドゥロ大統領はロシアのプーチン大統領と電話で会談し、ウクライナ侵攻への「強い支持」を表明した[196]。3月2日の国連総会決議ES-11/1は自国の国連分担金の滞納が原因で投票権を喪失しているため、棄権となった[197]。

### アフリカ
- 2022年3月の国連総会で、ウクライナ侵攻に対するロシアへの非難決議ではアフリカ諸国のうち、28か国が賛成したが、1か国は反対、27か国が棄権及び不参加だった[198]。この結果はアフリカ諸国の非同盟主義の反映だという指摘[199]がある。
- アフリカ諸国の多くは西側諸国（特に西欧の国々）が行うロシアのウクライナ侵攻への批判に対しては、それに反対はしないが積極的に賛同もしていない。その理由として、今回の侵略を批判する西側諸国の多くは過去、19世紀からアフリカ諸国に対する植民地支配（アフリカ分割）を行った。また、1960年代のアフリカ諸国の独立達成後も西側諸国は現在までアフリカ諸国を経済支配（CFAフランを参照）をしている。さらにはアメリカのイラク侵攻を批判せず、ロシアのみを批判している。そういう西側諸国に対する不審からなるアフリカ諸国のいわば暗黙の抗議ではないかという指摘[200]がある。また、エフゲニー・プリゴジンのワグネル・グループの関与を指摘する声もある[198]。
- 南アフリカ共和国 - 2月24日、南アフリカのナレディ・パンドール国際関係・協力相はロシアを非難するのでもなく、ウクライナを非難するのでもなく、安全保障理事会主導による包括的な話し合いと外交の強化を求める声明を発表した[201]。3月17日、シリル・ラマポーザ大統領は「NATOが、東方への拡大が地域の不安定化を招くという内部の指導部や当局者からの長年にわたる警告に注意を払っていれば、戦争は回避できたはずだ」と述べた[202]。
- エリトリア - 3月2日の国連総会決議ES-11/1において、ロシア、ベラルーシ、北朝鮮、シリアとともに反対票を投じた[120]。

### 支援行動

#### ウクライナへの軍事支援・武器供与

ロシア
ウクライナ
ウクライナに軍備を送った国
ウクライナにその他の物資を送った国

- フランス - 2月27日5:55（日本時間）、ウクライナへの追加の軍事支援を決定[203]。
- ドイツ
  - 2月27日（日本時間）、ウクライナへの1,000発の対戦車武器、500発のスティンガーミサイルの武器供与を決定[203]。
  - 4月26日、ゲパルト自走対空砲を50両提供すると発表した[204]。
  - 5月6日、PzH2000自走榴弾砲を7両提供すると発表した[205]。
  - 5月10日、アンナレーナ・ベアボック外相はキエフを訪れ、ドミトロ・クレーバ外相との共同記者会見で、軍事支援を強化する方針を示した。前述の自走榴弾砲をドイツから7両に加え、オランダから5両提供し、数日以内に共同でウクライナ兵への訓練を始めると述べた[21]。
  - 6月21日、ウクライナのレズニコフ国防相は、ソーシャルメディア上でドイツから供与された自走榴弾砲が最終的に配備されたことを明らかにし、ドイツのランブレヒト国防相に謝意を示した。在独ウクライナ大使館の関係筋によれば、ドイツからの7両すべてがウクライナに到着した[206]。
- イタリア - 2月28日、ウクライナへの武器供与の方針を表明[207]。
- オランダ - 2月27日（日本時間）、ウクライナへの200発のスティンガーミサイル、50発のパンツァーファウスト3、ミサイル400発の追加の軍事支援を決定[203]。
- スウェーデン - 2月27日、紛争当事国に兵器を供与しない国是を破り、ウクライナに対戦車砲AT4 5,000門や戦闘食糧13万5000食などを送ると発表した[208]。
- ノルウェー
  - 2月28日、紛争が起きているNATO非加盟国に武器を供与しないという従来の原則を転換し、ウクライナへの武器供与の方針を表明[207]。
  - 4月20日、100発のミストラル対空ミサイルと少数の発射ユニットを送った[209]。
- フィンランド - 2月28日、ウクライナへの武器供与の方針を表明[207]。
- ポーランド
  - 3月1日、ポーランド空軍が保有するMiG-29、28機をウクライナへ提供すると発表[210]。3月6日、ウクライナへのMiG-29提供の代わりにアメリカへF-16の提供を求めていることがわかった[211]。3月9日、ポーランドはアメリカを経由してMiG-29をウクライナへ提供する案を提示したが、アメリカ側はこれを受け入れない意向を示した[212]。
  - 4月29日、ポーランドのメディアは200両以上のT-72をウクライナに供与したと報じた[213]。
- ブルガリア - 3月1日、Su-25を14機、MiG-29を16機提供することを発表[214]。
- スロバキア
  - 3月1日、MiG-29を12機提供することを発表[214]。
  - 3月17日、ナド国防相は欧州訪問中のオースティン米国防長官と会談。スロバキア側は、旧ソ連製の防空ミサイルシステム「S300」などをウクライナに提供する意向があると明らかにした[215]。
  - 4月8日、EUのウルズラ・フォン・デア・ライエン欧州委員会委員長とジョセップ・ボレル欧州連合外務・安全保障政策上級代表のキエフ訪問に同行したエドゥアルド・ヘゲル首相は、「S300」をウクライナに提供したと発表した[216][217]。
- チェコ
  - 3月1日、チェコ国防省が武器弾薬をウクライナに送ったことをFacebook上で投稿[218]。
  - 4月5日、T-72とBVP-1を納入したことを国営メディアがTwitter上で報じた[219]。
- アメリカ合衆国
  - 2月26日（日本時間）、ウクライナに追加軍事支援として、対戦車ミサイルのジャベリンなど最大400億円の支援を行うことを決定した[220]。また、2021年12月に中東派遣計画で米ノーフォークを出港した空母ハリー・S・トルーマン:CVN-75を中心とする第8空母打撃群を22年になりウクライナ情勢不安から計画変更し米国防総省は地中海域にて周辺国と協力し当面待機するとした[221]。
  - 3月12日、ウクライナに対し、約2億ドル（約235億円）の追加の武器支援を行うことを決めた[222]。
  - 3月16日、ウクライナに対し、追加で8億ドル（約950億円）の支援をすると発表した[223]。
  - 4月7日、ウクライナへの軍事支援として供与する自爆型の無人攻撃機スイッチブレード100機が、近く現地に到着するとの見通しを国防総省の報道官が明らかにした[224]。
- カナダ - 2月28日、ウクライナへの武器供与の方針を表明[207]。
- オーストラリア - 3月1日、モリソン首相は、ウクライナに対し5000万ドルの支援の一環としてミサイルを供与することを発表[225]。
- 日本 - 3月4日、松野博一官房長官は自衛隊の防弾チョッキやヘルメット、医薬品等をウクライナへ供与する事を表明[226]。同月9日未明、これら物資を積んだ第1便として輸送機KC-767が航空自衛隊小牧基地を出発した[227]。同月10日に第2便の輸送機C-2が美保基地を出発した[228]。ウクライナに供与された物資の内容は「防弾チョッキ、鉄帽（ヘルメット）、防寒服、天幕、カメラ、衛生資材、非常用食糧、発電機並びに他の装備品及び備品」である[229]。

#### 航行制限・船舶拿捕
- フランス海軍は2月25日夜から26日未明にかけて、EUによる対ロ制裁の一環として英仏海峡を航行していたロシア船籍貨物船を拿捕した[230][231]。
- 2月28日、トルコ政府はモントルー条約に基づき、戦争の当事国であるか否か、また黒海沿岸国であるか否かを問わず、すべての国に対して軍艦のボスポラス海峡とダーダネルス海峡の通過を認めないとする通告を発表した。ただし、条約により沿岸国の軍艦が黒海沿岸の母港に戻ることは例外的に認められているとしている[136]。

### 国際機関
- 欧州連合

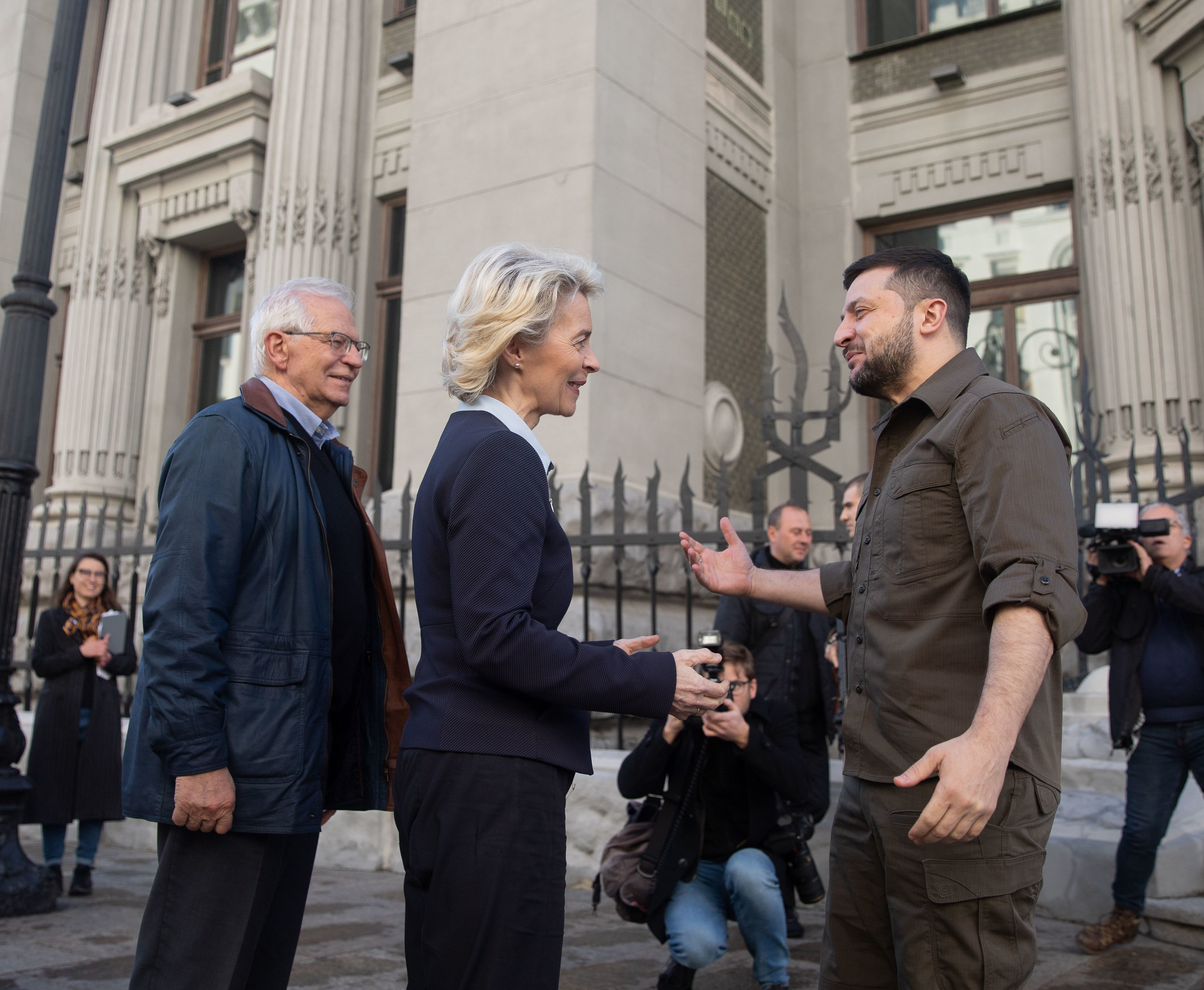
2022年4月8日、フォン・デア・ライエン欧州委員会委員長とボレル欧州連合外務・安全保障政策上級代表はウクライナを訪問。キエフでゼレンスキー大統領と会談し、ブチャを視察した。

  - 2月22日、ジョセップ・ボレル外相は、離脱地域の承認に賛成票を投じた国家院のすべてのメンバーをブラックリストに載せ、EU投資家によるロシア国債の取引を禁止した[233]。
  - 2月26日、アメリカとヨーロッパ各国はSWIFTからロシアの特定の銀行を締め出す措置を実行することで合意した[234]。
  - 2月27日、ウルズラ・フォン・デア・ライエン欧州委員会委員長は、ロシアの航空機に対しEUの全空域を閉鎖すると発表した。これにより、ロシアの航空会社や個人のプライベートジェットはEU上空の飛行や域内の空港の利用が不可能となった[235]。
  - 2月27日、フォン・デア・ライエン委員長はウクライナのEU加盟に対する支持を明言した[236]。
  - 3月8日、欧州委員会は、ロシア産天然ガスの依存度を年内に約6割低下させ、「2030年よりかなり前に」依存をゼロにする計画を発表した[237]。
  - 3月11日、フランス・パリのベルサイユ宮殿で開かれたEU加盟国の首脳会談において、ウクライナのEU加盟については「ウクライナは欧州の家族の一員だ」と強調し加盟への協力を深める方針は確認しつつも、ウクライナの早期の加盟に関しては東欧諸国の積極論に対し、ドイツ、フランス、オランダなど一部加盟国からの慎重論もあるため明言しなかった。また、ロシアに対する追加制裁も示唆した[238][239]。
  - 同日、フォン・デア・ライエン委員長は首脳会議後の記者会見で、2027年までにロシアの化石エネルギーへの依存をゼロにすると発表した[240]。
  - 3月14日、ロシアへの追加制裁を導入。3人の外交官はAFP通信の取材に対し、制裁対象となるロシア人富豪のリストにロマン・アブラモヴィッチの名前が追加されたと明かした[241]。
  - 3月15日、ロシアのエネルギー部門への投資、高級品の輸出、ロシアからの鉄鋼製品輸入の禁止を盛り込んだ追加制裁を承認した。ロシアを支援する企業経営者の資産も凍結される。これらは即日適用された[242]。
  - 4月8日、フォン・デア・ライエン欧州委員会委員長とジョセップ・ボレル欧州連合外務・安全保障政策上級代表はキエフを訪問し、ゼレンスキー大統領と会談。また、虐殺のあったブチャも訪問。フォン・デア・ライエンは「全世界がブチャの人々と共に悼んでいる。われわれもこの重要な戦いで共に立ち上がる」と述べた。さらに、ゼレンスキー大統領が求めるEU加盟について、EUはウクライナが「必要な措置」を取ることを全力で後押しすると指摘。EUがウクライナの加盟を判断する上で必要な質問書をゼレンスキー大統領に手渡した[58][232][243]。
  - 4月16日、医薬品や郵便物、石油製品を輸送する車両を除き、ロシアとベラルーシのトラックのEU諸国への入国と滞在を禁止した[244]。
  - 4月20日、シャルル・ミシェル欧州理事会議長はキエフを訪問し、ゼレンスキー大統領と会談。ミシェルは会談後、ゼレンスキーとの共同記者会見で、侵攻終結までウクライナを全力で支援することを約束した[245][246]。
- 欧州評議会
  - 2月25日、欧州評議会はロシアの加盟資格を一時停止させた[247]。
  - 3月16日、前日のロシアの欧州評議会からの脱退表明を受けて、閣僚協議会がロシアの欧州評議会からの除名を決定、即時発効した[248]。

- 国際連合

3月2日の緊急特別総会で採択された決議案への賛否
賛成
反対
棄権
欠席
非加盟国

4月7日の緊急特別総会で採択された決議案への賛否
賛成
反対
棄権
欠席
非加盟国

  - 2月24日、国連安全保障理事会はウクライナ情勢を巡る緊急会合を開いたが、会合の最中にプーチン大統領がウクライナへ宣戦布告した[249]。
  - 2月25日、ウクライナに軍事侵攻したロシアを非難し、武力行使の即時停止と撤退などを求める安保理決議案を採決した。米欧など11か国が賛成、中国・インド・UAEの3か国が棄権したが、常任理事国のロシアが拒否権を行使し、否決された[250]。
  - 2月27日、安保理は緊急特別総会の開催を求める決議案を、11か国の賛成で採択した（安保理決議2623）[注 2]。安保理の要請により緊急特別総会が開かれるのは40年ぶりとなる[251]。
  - 3月2日、第11回国際連合緊急特別総会で、ロシアを非難し、軍の即時撤退などを求める決議案が賛成多数で採択された[120]。
  - 3月4日、人権理事会は緊急会合でロシアのウクライナ侵攻に対し、「侵略を強く非難する」と表明する決議を賛成多数で採択した。日米欧、ブラジル、韓国など32か国が賛成、当事国のロシアとエリトリアが反対、中国、インド、パキスタン、キューバなど13か国が棄権した。また、ロシアによる国際人道法違反の疑いを調査する委員会の設置を決議に含めており、今回のウクライナ侵攻及び2014年以降のウクライナ東部紛争について調査する[252]。
  - 3月14日、アントニオ・グテーレス事務総長は記者会見で「核戦争は有り得る」と発言した[253]。
  - 4月7日、国際連合緊急特別総会で、人権理事会におけるロシアの理事国としての資格を停止する決議案の採決が行われ、賛成多数で採択された。日米欧など93か国が賛成。ロシア、中国、北朝鮮、イラン、シリアなど24か国が反対。インド、ブラジル、メキシコ、アラブ首長国連邦など58か国が棄権[126][254]。
  - 4月26日、グテーレス事務総長はモスクワを訪問し、プーチン大統領と会談した[255]。
  - 4月27日、国連世界観光機関臨時総会によってロシアの加盟資格の一時停止議案に対する是非を問う採択が行われ、総会に参加した加盟国の3分の2以上が賛成に投票し議案は可決された。採択前にロシアは脱退を表明したが、脱退手続きは1年以上かかることから採択は予定通り行われた[256][257]。
  - 4月28日、グテーレス事務総長はボロディアンカ、ブチャ、イルピンを訪問し、キエフでゼレンスキー大統領、クレーバ外相と会談[258]。会談後の記者会見で、国連安全保障理事会がロシアのウクライナ侵攻を阻止できなかったことを批判した[259]。
  - 5月10日、国連総会は、人権理事会のメンバー資格を4月に停止されたロシアに代わる理事国として、チェコを選出した。選出投票では157票の賛成票が投じられる一方、23か国が棄権した[260]。
  - 5月10日、モルドバに前日に入国したグテーレス事務総長はマイア・サンドゥ大統領と会談。人口の2割近くにあたる避難民を受け入れているモルドバを経済的に支援するよう、国際社会に呼びかけた[261][262]。
  - 5月23日、ロシア国連代表部のボリス・ボンダレフ参事官は「これほど祖国を恥じたことはない」と同国のウクライナ侵攻に抗議し、辞任したことを発表した[263][264]。
- 国際刑事裁判所（ICC）
  - 3月2日、国際刑事裁判所は、ウクライナ情勢に伴う戦争犯罪、人道に対する犯罪について、検察官による捜査開始の申立てを受け、日本の赤根智子判事を含む3名の裁判官による検討の段階に入った[265]。
  - ロシア及びウクライナの両国とも、国際刑事裁判所の設置に関するローマ規程の締約国ではないが、ウクライナが2015年に国際刑事裁判所の管轄権を受け入れることを表明しているため、ウクライナ国内での戦争犯罪などについて、国際刑事裁判所は管轄権を有する。その結果、国際刑事裁判所の検察官が戦争犯罪などについて、容疑者（個人）の起訴を決めた場合、ロシア国内での逮捕の執行等までは法的・現実的にできないものの、当該個人がウクライナや国際刑事裁判所加盟国の領域に入れば、逮捕等を執行することが可能となる[266]。
- 国際司法裁判所（ICJ）
  - 2月26日、ウクライナはロシアをICJに提訴し、ロシアによる軍事行動を即時停止するなどを命じる暫定措置命令をICJに要請した[267][268]。
  - 3月16日、ICJは暫定措置に関するウクライナの要請をほぼ認め、ウクライナでの軍事行動を即時停止することなどを命じた暫定措置命令を下した[269][270]。しかしロシアはこの暫定措置の順守を拒否している[271]。この暫定措置命令で示されたICJの判断はいまだ確定的なものではなく、その後の判決などによって覆される可能性を残したものである[271]。
  - 2023年4月現在、この裁判はいまだ係属中である[272]。

## 各方面・個人の反応

### アメリカ合衆国
- アメリカのドナルド・トランプ前大統領は22日、保守系ラジオ番組に出演し、ウクライナ東部の親ロシア派支配地域の独立を承認したロシアのプーチン大統領について、「天才だ」[注 3][273]と称賛したうえで、このような事態はトランプ政権の頃には起こり得なかったと述べた[274]。26日には、保守政治活動協議会でロシアのウクライナ侵攻を非難し[275]、さらにウクライナやゼレンスキー大統領を勇敢だと称賛したうえで、プーチンがウクライナ侵攻を決断したのはバイデン政権の「情けない」アフガン撤退を見たからと主張した[276]。しかしなおもプーチンは”smart”だとした[277]。
- ショーン・ペンがウクライナ・ロシア情勢に関するドキュメンタリー映画の制作準備のため、2021年11月にウクライナを訪問した。2022年、軍事衝突の危機が高まると撮影のためウクライナに入った。ロシアが侵攻を開始した2月24日（ウクライナ時間）、キエフで行われた政府の記者会見に出席。大統領府を訪れ、ゼレンスキー大統領、イリーナ・ヴェレシュチュク副首相と対談した。2月28日、ペンが公式Twitterで「私と2人の仲間は、道端に車を捨ててポーランドの国境まで何マイルも歩いた」とつづり、同国にたどり着いたことを明らかにした[278][279]。第94回アカデミー賞の授賞式の直前、式でゼレンスキー大統領の発言の機会を設けるよう求め、もし機会が与えられないなら「自分のオスカー像を溶かす」などと訴えた。しかし、式典は要望通りならなかった[280]。
- 中央情報局（CIA）のウィリアム・ジョセフ・バーンズ長官は、下院情報特別委員会の公聴会で民主党のラジャ・クリスナムルティから「プーチンの精神状態をどう評価するか」と問われた際、「狂ってはいないが、時間の経過とともに彼の考え方が凝り固まり、彼に意見できる側近が減ったために扱うのが極端に難しくなっている」と述べた[281]。
- 国防総省のジョン・カービー報道官は4月29日の会見の中で、言葉を詰まらせたり、演壇を叩くなど、感情をあらわにしつつプーチン大統領やロシア軍を厳しく非難した。カービー報道官は普段は冷静なことで知られている[282][283]。

### 日本
- 2月25日、当時日本維新の会所属の参議院議員であり、またロシアとの親交のあった鈴木宗男元議員が自身のブログで、「昨年10月23日ゼレンスキーが火遊びのごとく自爆ドローンを親ロ派地域に飛ばし緊張関係を作った」とゼレンスキーを批判したうえで、「ウクライナはじめ米欧の国々がどこまで話し合いの重要性を考えていたのだろうか。ここ2カ月、挑発と脅しの話が中心ではなかったか。今必要なのは対話である。日本政府は今こそロシアとの対話を絶やさないことが国益の観点から大事であることを考えるべきだ」と述べた[284]。なお、鈴木元議員は3月2日の参議院本会議での対ロ非難決議においては賛成した[285]。
- 2月26日、立憲民主党所属の末松義規衆議院議員が自身のTwitterでロシアによる侵攻を批判した一方で、ウクライナのゼレンスキー大統領について「ゼレンスキー大統領のケースは、人気者だし魅力もある方ですが、ロシアという獰猛な国家から国を常に防衛せざるを得ない立場を考えると、『若さ』が『馬鹿さ』となったようにも感じます」と投稿した。末松議員のこの投稿に対して批判が相次ぎ、最終的に投稿を削除している[286]。
- 2月27日
  - 橋下徹元大阪府知事はTwitterを更新し、「日本国内でウクライナの国旗を掲げて集まってもクソの役にも立たない」「ウクライナとともにあると威勢よく言っていた国会議員は直ちにウクライナに行って戦え」「俺はウクライナに行く勇気はない。だからロシアに譲歩することになろうがNATOの指導者に政治的妥結を求める」「威勢のいいことを言う資格がある者は志願兵になる者だけだ。日本の国会議員は何人が志願兵になるのだろうか」と述べた[287][288][289]。
  - 安倍晋三元首相はフジテレビの番組『日曜報道 THE PRIME』に出演し、NATO加盟国の一部が採用している「核共有（核シェアリング）」について、「日本は核拡散防止条約加盟国で、非核三原則があるが、世界はどのように安全が守られているかという現実について、議論していくことをタブー視してはならない」と語った。レギュラーコメンテーターの橋下も安倍に同調。「日本も核シェアリングの議論は絶対に必要だ」と述べ、核武装に前向きな考えを示した[290][291]。
- 2月28日
  - 岸田首相は参議院予算委員会で、立憲民主党の田島麻衣子参議院議員の質問に応え、安倍元首相が前日のテレビ番組で発言した「核共有（核シェアリング）」について、「非核三原則を堅持していくことから認められるものではない」と否定した[292]。
  - れいわ新選組の山本太郎代表は両院本会議での「ロシアによる侵略を非難する決議案」（3月1日・2日採択）に対して、ロシアの侵攻に対しては非難するものの「一刻も早く異常な事態を終わらせようという具体性を伴った決議でなければ、また、言葉だけのやってる感を演出する決議になってしまう」と形式だけの決議は「必要ない、意味がない」として決議反対を表明し[293]、本会議で反対した[158]。参議院会派「沖縄の風」所属の高良鉄美参議院議員は、「平和憲法を持つ日本が、欧米とは違う立場で、独自にロシア、ウクライナに平和的解決を求める積極的な外交を行うべきだ」と異論を唱え、採決は棄権した[294]。
  - 参議院予算委員会で外務省の宇山秀樹欧州局長が「北方領土が占拠されていること、今ウクライナで起こっているロシア軍の侵攻、いずれも国際法違反であると認識している」と答弁。これを受けて駐日ロシア大使館は同日、TwitterとFacebookのアカウントに「日本は100年も経たぬ間に二度もナチス政権を支持する挙に出ました」「かつてはヒトラー政権を、そして今回はウクライナ政権を支持したのです」と投稿した[295][296]。この投稿に対し批判のリプライが殺到した。3月3日、林芳正外相は参議院予算委員会で、当該投稿に関し「ロシア側の主張はまったく根拠がなく、受け入れられない」と述べ、ロシアの侵略に対し「国際秩序の根幹を守り抜く」と述べた[297]。
- 3月1日、鳩山由紀夫元首相は、Twitterで「私はあらゆる戦争を非難する。ロシアは一刻も早く停戦すべきだ」とした上で、「同時にウクライナのゼレンスキー大統領は自国のドネツク、ルガンスクに住む親露派住民を『テロリストだから絶対に会わない』として虐殺までしてきたことを悔い改めるべきだ。なぜならそれがプーチンのウクライナ侵攻の一つの原因だから」と持論を展開し、ゼレンスキー大統領を批判した[298]。
- 3月2日、ウクライナのセルギー・コルスンスキー駐日大使が林外相に面会を要請していたものの、約1カ月にわたり実現していなかったことが判明した。この日に開かれた参議院予算委員会の質疑で国民民主党の川合孝典参議院議員が明かした。林外相は「私自身は大使からの面会要望は承知していなかった」と釈明した。川合参議院議員は「危機管理対応として極めて緩慢な動きだ」と批判した[299]。同日、林外相は委員会後にコルスンスキー駐日大使と面会し、犠牲者に対する弔意を伝えたほか、1億ドルの緊急人道支援などについて説明した。翌3日、コルスンスキー駐日大使は自身のTwitterを更新。「It is his deputy Ms. Suzuki who did not want to meet.」と書き、面会要請を拒んでいたのは林ではなく、鈴木貴子外務副大臣であると明かした[300]。当該ツイートは同日中に削除され、鈴木副大臣は自身のTwitterで「事実無根」であると弁明した[301]。3月4日、衆議院外務委員会で立憲民主党の青山大人衆議院議員が鈴木副大臣に事実関係を確認すると、鈴木副大臣は「口頭での要請はあったものの、書面での要請が届いていなかった」と説明した[302]。なお、鈴木副大臣は同月4日の外務省主催の「日本国際漫画賞」の授賞式に出席したコルスンスキー大使と面会し、コルスンスキー大使から直接、Twitterでの発言と発言が拡散されていることに「申し訳ない」と謝罪があったことを明らかにしている[303]。
  - 元陸上自衛官で、作家の森清勇も琉球独立運動や沖縄県が中国領土だと主張する中華民族琉球特別自治区準備委員会などにふれ、ウクライナとロシア、日本と中国には恐ろしい共通点があるとした[304]。(沖縄県とウクライナ問題の関係は『2022年ロシアのウクライナ侵攻との関係』を参照。)
- 3月3日、橋下元大阪府知事はフジテレビのワイドショー番組『めざまし8』に出演し[305]、ウクライナ出身で日本在住の政治学者のアンドリー・グレンコに対してウクライナ降伏論を語った。翌4日、テレビ朝日の『羽鳥モーニングショー』では同局局員の玉川徹がリモート出演し、橋下と同様、ウクライナは早期に降伏すべきとの持論を語った[306][307]。フランス出身で元AFP通信東京特派員の西村カリンが3月17日、ニューズウィークに日本のワイドショーに関する考察を寄稿し、タブロイド紙が橋下らのコメントを中心にした記事を掲載し、それが「報道」と受け取られる危険性を指摘した。ほか、「アメリカやEUの首脳たちや専門家よりも、日本にいる橋下氏のほうが今回の戦争の原因や解決方法を知っているはずがない」「（それなのに）橋下氏の『僕は知っている』といった態度がマスコミに評価されているのは、困ったことだと思う」と述べた[308]。
- 3月4日、日本共産党の田村智子政策委員長は記者会見で、ウクライナ支援のため、政府が自衛隊が保有する医薬品や防弾チョッキなどの防衛装備品を供与することについて「人道支援としてできることは全てやるべきだ。今回、私がこの場で反対と表明するようなことは考えていない」と述べた[309]。しかし、翌5日の会見で前日の発言について「昨日の私の発言については、党内で必要な相談をしないで行ったものであったということも述べておきたい」としたうえで、党としては「わが国のウクライナへの支援は非軍事の支援に全力をあげるべきだ。防弾チョッキであっても防衛装備品の供与はわが党が反対してきた武器輸出にあたる。さらに、今回の政府の決定は、紛争当事国への供与になる。わが党として賛成できないということを明確に述べておきたい」と一転して反対の意思を示した[310]。
- 3月8日、参議院外交防衛委員会で、立憲民主党の羽田次郎参議院議員が「岸田首相や林芳正外相が訪ロしたり、プーチン大統領との信頼関係を醸成したと評される安倍元首相らを特使としてロシアに派遣したりする外交努力を日本政府は行うべきではないか」と述べると[311][312]、林外相はこれに対する答弁で、安倍元首相を含む要人のロシア派遣は検討していないことを明らかにした。首脳会談を積み重ね、プーチン大統領と個人的信頼関係を築き上げた安倍元首相はロシア訪問に消極的とされる[312]。ロシア外務省は3月21日に日本との平和条約締結交渉の中断を発表するが[313]、翌22日に記者団が取材を要請した際も、安倍元首相は「時間が取れない」として応じなかった[314]。3月25日、ロシアとの平和条約交渉に向けた経済協力費として、政府が2016年度から6年間で予算計上した計約265億円のうち、支出額は約200億円に上ることが判明した。ウクライナ侵攻を受け、経済官庁幹部は「これまでの支出は無駄だった」と話した[315]。
- 3月11日、松野官房長官は衆議院内閣委員会で、ロシアとの8項目の経済協力プランに関係する政府の事業を当面見合わせたいと述べた[316]。8項目の経済協力プランは2016年5月6日にロシアのソチで行われた首脳会談で安倍首相がプーチン大統領に提示したもので[317]、同年12月16日に合意文書が日ロ間で交わされている。同プランに基づく日本側の投融資の規模は約3千億円[318]。松野官房長官の発言があった3月11日、田村政策委員長は記者会見し政府の新年度当初予算案に経済協力プランに関する予算（約21億円）が計上されていることについて、「安倍元首相に忖度せず、早急に見直すべきだ」と述べた[319]。3月14日、参議院予算委員会で森裕子参議院議員が「ロシア経済協力関連の予算をやめるべきだと思いませんか」と質問した。これに対し岸田首相は「状況が不透明である」「人道的な支援が入っている」などとして、修正の求めを拒否した[320]。3月17日の同委員会で蓮舫参議院議員が「ロシア各都市に対する医療支援の内容に、モスクワで2100名に肥満予防医療プログラムを実施、とあるがこれも人道支援なのか」と追及している。岸田首相は、「それも人道支援に含まれる」と答えた[321]。
- 3月13日、鈴木宗男参議院議員は札幌市内で開かれた講演の中で、ロシアのウクライナ侵攻に関して力による主権侵害や領土拡張は断じて認められないとした上で、「原因をつくった側にも責任がある」との認識を示し、ウクライナ側が東部での停戦維持に向けた「ミンスク合意」を履行していないなどとし、ウクライナの対応を2月25日のブログに続いて再度批判した[322][323]。
- 3月15日、ゼレンスキー大統領はウクライナ大使館を通じて、日本政府に対し、国会でオンライン形式での演説を行いたいと打診した。ゼレンスキー大統領は、イギリスやカナダの議会ですでにオンライン演説を行っており[324]、報道機関は「ロシアによる侵攻に抗議するものとみられる」と報じた。3月16日、自民党は衆議院議院運営委員会理事会で、ウクライナ側の打診内容を各党に説明した。政府・自民党内からは、日本の国会ではオンライン演説の前例がないことに加え、スクリーンやプロジェクターなどの設備がないことや、審議日程などを理由に否定的な声も挙がった[325][326]。
  - また、野党側からも立憲民主党代表の泉健太衆議院議員が自身のTwitterで、「他国指導者の国会演説は影響が大きいだけに、オンライン技術論で論ずるのは危険。私は日本の国民と国益を守りたい。だから国会演説の前に『首脳会談・共同声明』が絶対条件だ。 演説内容もあくまで両国合意の範囲にすべき。それが当然だ。」[327][328]と慎重な構えを見せた一方、国民民主党代表の玉木雄一郎衆議院議員は自身のTwitterで「ウクライナのゼレンスキー大統領のオンライン演説、日本の国会でもやったらいいではないか。前例が無いとの理由で断るなんてあり得ない。モニターかスクリーンを持ち込めばいい。前例にないことが起こっているのだから、柔軟に対応すべき。議員運営委員会で問題提起したい。」[329]と積極的な構えを見せるなど賛否両論の状態となっていた。
  - 同日、自民党の高木毅国会対策委員長と立憲民主党の馬淵澄夫国会対策委員長が会談し、ゼレンスキー大統領の国会での演説を実現させる方向で合意した[330][331]。
  - 3月18日、演説は3月23日午後6時からオンライン形式の生中継で行う見通しであることを自民党幹部が明らかにした[332]。
  - 3月23日、ゼレンスキー大統領は衆議院議員会館にある国際会議室と多目的ホールでオンライン演説を行った。ウクライナ語で話す演説の内容は、在日ウクライナ大使館の同時通訳で伝えられた[333][334]。ゼレンスキーは「侵略の『津波』を止めるためにロシアとの貿易を禁止しなければならない」と述べ、ロシアに対する制裁の継続を訴えた[335]。
- 3月16日、岸信夫防衛大臣はウクライナのレズニコフ国防大臣とテレビ会議形式で約30分間会談。岸はロシアの侵攻について「決して認められない行為で、このような力による一方的な現状変更は国際秩序の根幹を揺るがす」と非難した。レズニコフ国防相から日本政府による防弾チョッキなどの装備品供与について謝意が示された[336]。
- 3月18日、木村真豊中市議会議員と「とよなか日ロ交流協会」メンバーら5人が、アレクサンドル・テルスキフ在大阪ロシア連邦総領事と面会し、ウクライナでの戦闘行為の即時中止と軍の撤退の申し入れを行った。アレクサンドル総領事はロシア政府の公式見解を述べた一方で、どんな理由があったとしても、犠牲を生む戦闘はやめるべきだと主張する木村市議に対し、「それは理解しています。正直に言えば、ロシア人の間でも、戦争がほしい方はやっぱりいないですね。本当に正直に言えば……」と発言。さらに木村市議が「私たちはロシアとの交流を進めようとしています。今年はコロナもおさまってきたので、領事館の庭で『桜を見る会』をさせてもらえたらいいなと考えていました。でも、この状況では難しいので、とても残念です」と伝えると、アレクサンドル総領事は「もちろん戦争は非常に“さびしい”ですね。皆さんの立場もわかりましたので、これからもよろしくお願いします」と返答し、本音ではロシア人も戦争を望んではいないことを遠回しに認めるような発言が見られた[337]。
- 4月5日、茂木敏充自民党幹事長は、ブチャの虐殺の報道を受けて、プーチン大統領を念頭に「定義にもよるが、戦争犯罪者と呼んでもいいのではないか」と発言。「こういった（ロシアの）行為は断固として許されるべきではない。それに対する代償が伴うということで、必要な制裁は検討すべきだ」と制裁強化の可能性を明言した[338]。
- 4月9日、難民認定を申請しているロシア人のワースフェニックス・ノカルドは共同通信の取材に対し、ウクライナ侵攻を非難した上で「ロシアに残っていたら、戦地に送り込まれていたかもしれない」と語り、自らの判断は正しかったと振り返った[339]。
- 4月11日、柔道家でJOC及び全柔連の会長を兼任する山下泰裕が自身のウェブサイト上で、柔道家でもあるプーチン大統領によるロシア軍の行為は「柔道の精神に反するものであり、全く容認できない」などと英文併記で非難した[340]。翌日12日には都内にある講道館にて記者団の取材に応じ、現在のプーチンについて、過去に柔道を通じて交流した際の振る舞いからは想像できず、「当時とは全くの別人」と表現した。今回のメッセージについて「プーチン大統領を不快に、場合によっては激怒させるかもしれないが、届いてくれればありがたい」と述べた[341]。
- 4月19日、テレビ朝日の報道番組「スーパーJチャンネル」の放送中、同局の松尾由美子アナウンサーが、プーチン大統領がブチャの虐殺に関与したとされる部隊に名誉称号を授与したというニュースを読んだ直後、声を詰まらせ涙を流した。その直後、「悔しい思いで読んでしまった」と明かし謝罪した。放送後、SNS上で共感や励ましの声が多く寄せられた。また、自らのInstagramに「日々のニュースを受け止める中で感情に揺さぶられて真実を見失わないようにしたいと思ってはいるのですが」とした上で、製鉄所に残された子どもたちを心配していることをつづった[342][343]。このことは複数の海外メディアに取り上げられ、Redditなど海外のネット上にも同様の反応が寄せられた[344]。
- ウクライナ政府は、政府のTwitterアカウント「Ukraine / Україна」[345]に4月1日、「現代ロシアのイデオロギー」と記した英語の字幕から始まる1分21秒の動画を投稿。プーチン大統領の演説などを映し出し、ロシアの「差別主義」を強く非難した。また、動画の1分11 - 14秒付近で「Fascism and Nazism were defeated in 1945（ファシズムとナチズムは1945年に敗北した）」と記し、ナチス・ドイツのアドルフ・ヒトラー、イタリアのムッソリーニ首相、昭和天皇ら3人の顔写真を並べた。4月23日以降、この動画がネット上で拡散され、日本国内のネットユーザーなどから批判が高まった。4月24日、自民党参議院議員の佐藤正久は自身のTwitterで日本の外務省に対応を要請したと明らかにした。日本政府はウクライナ大使館と大統領府に、写真は不適切で、直ちに削除するよう申し入れ、同日、ウクライナ政府は昭和天皇の顔写真部分が削除し、謝罪した。4月25日午前、磯﨑仁彦官房副長官は記者会見で「同列に扱うということはまったく不適切であり、極めて遺憾と考えている」と述べ、「ウクライナ政府側から外交ルートで謝罪の意が表された」と説明した[346][347]。同日、ブルームバーグ紙は「Anger in Japan as Ukraine Links Emperor Hirohito to Adolf Hitler（ウクライナが裕仁天皇とアドルフ・ヒトラーを結び付けたときの日本の怒り）」という見出しの記事を配信。多数のTwitterユーザーが動画の投稿を受けて、「ウクライナを支援する関心を失った」と述べていることを報じた[348]。
- 4月25日、ウクライナ外務省は公式Twitterにて、各国からの支援に感謝する動画を投稿した。動画では31の国名が紹介され、最後に「Our Friendship is our Victory（私たちの友情は私たちの勝利だ）」とのテロップが流れた。紹介された国はアメリカやカナダなどほとんどがNATOの加盟国であった[349][350]。翌4月26日、自民党の山田宏参議院議員がこれに反応して自身のTwitterを更新し、「ウクライナ政府が感謝している国々の中に日本がない。外務省を通して確認しています」「わが国防衛省も、兵器ではないがヘルメットや防弾チョッキ等の軍事的な支援を行なっており、いずれにしても甚だ不適切」と憤った。さらに同党の佐藤正久参議院議員も「ウクライナ外務省の感謝ビデオに、支援国の中に日本国無し。これはダメだ。現地の日本大使館を通じてウクライナ外務省に申し入れ中。今朝の自民党部会でも問題になった」と非難のツイートをした[351]。同日午後、林外相は記者会見で、ウクライナ側から「武器支援を行った国々への謝意を示した」との説明があったと明らかにした[352]。4月27日、駐日ウクライナ大使館は山田議員や佐藤議員らの抗議を受け、Twitterを更新した。「ウクライナは日本に感謝しています」と書き記し、動画で表示される支援国に「日本」が追加された新たな動画をシェアした[353][354]。
- 5月12日、ウクライナ侵攻をきっかけに中国による台湾と沖縄への侵攻が与那国島では話題になっており、与那国町の糸数健一町長は「(中国の台湾侵攻で)ウクライナのようになるまえに、どのように住人を避難させるのか」と語り、島ではシェルターが話題になっているという[355]。(詳細は沖縄県内で意見差)
- 8月14日、黒沢年雄は自身のブログに「ウクライナに援助は止めよう…戦争が長引くだけだ」と投稿。その理由について「初めのうちは感情がウクライナ側にあったが、余計なお世話だと思う。ロシアとウクライナ…共に長〜い歴史、文化、宗教がある。思想は変えられない」とし「プーチンと同様…傲慢な中国に備えて、他国の援助よりは、まずは自国の平和、安心、安全の為の、確固たる備えに集約する事だ！」と自国を守ることの重要性を訴えた。その上で「動物は賢い…腹を満たせばそれ以上欲しない。しかし…人間の欲望は際限がない…愚かな動物だ！これは永遠に変えようがない…」などと嘆いた[356][357]。
- 11月18日、森喜朗元首相は東京都内で開かれた日本維新の会の鈴木宗男参院議員主催のパーティーで、「ロシアのプーチン大統領だけが批判され、ゼレンスキー氏は全く何も叱られないのは、どういうことか。ゼレンスキー氏は、多くのウクライナの人たちを苦しめている」と発言した。また、ロシアのウクライナ侵攻をめぐるマスメディア報道に関しても、「日本のマスコミは一方に偏る。西側の報道に動かされてしまっている。欧州や米国の報道のみを使っている感じがしてならない」と批判。ロシアに批判的な姿勢の岸田文雄総理に対しても、「米国一辺倒になってしまった」とと不満を示した[358][359][360]。

### 韓国
- 2月25日、投票を間近に控える韓国大統領選挙のテレビ討論会で、与党「共に民主党」候補者の李在明は「初歩の政治家が大統領となりNATO加入を公言してロシアを刺激したことで結局衝突した」と発言。ロシアの侵攻の原因がウクライナ側にあるかのような発言をしたため、野党「国民の力」候補者の尹錫悦はSNSへの投稿で「深刻な無知の所産です」と李を強く批判した。そのほかにも批判が相次いだため、李は「ウクライナ国民の皆様に誤解を与えたとすれば私の表現力が不足していた」と述べた[361]。

### 中国
- 中国版Twitterである微博において、「戦争が長引けば、ウクライナの美女が中国に来る」などとの書き込みが相次ぎ、それらの投稿がウクライナ国内でも拡散されたため、ウクライナにおいての対中感情が悪化し、ウクライナ在住中国人の出国にも支障を来す事態になった。中国やウクライナを始めとする世界各国での批判を受けて、微博は3月5日、他者の書き込みを転載したアカウントを含む1000件以上のアカウントを投稿禁止の処分にしたことを発表した[362][363][364]。
- 2022年5月、元ウクライナ大使（中国語版）の高玉生が研究機関のシンポジウムで、ロシアは戦場で守勢に立たされているだけでなく、他の領域でも敗北の兆候を見せており、打ち負かされるのは時間の問題であると発言した。同月10日には、中国国際金融30人フォーラムにおける高玉生の発言内容が微信（WeChat）パブリックアカウントで公開され、鳳凰網（Phoenix Media）にも転載されたが、その後削除された[365][366]。

### ヨーロッパ
「沿ドニエストル共和国」
- モルドバの特別な法的地位を持つ自治領トランスニストリアを実効支配している親露派による自称「沿ドニエストル共和国」は、4月に入って「国家保安省」の庁舎や軍施設そしてラジオ塔への爆破事件や、東ヨーロッパ最大の弾薬庫を有しロシア軍部隊が駐屯しているウクライナと国境を接するコバスナへのドローンよる銃撃など、「ウクライナからの」攻撃を受けていると立て続けに表明し始めた[367][368][369]。露軍中央軍管区のルスタム・ミンネカエフ司令官代理がウクライナ東部の親露実効支配地域とモルドバの沿ドニエストルをウクライナ南部沿岸で結ぶ「陸の回廊」を構想していることを示唆したこともあり[370]、ロシア軍が「攻撃を受けている」ロシア系住民を「保護」することを口実にモルドバへの介入も正当化するのではないかとの懸念が持ち上がった[367]。トランスニストリアにはコバスナ弾薬庫（英語版）の警備と称して1,000人から1,500人、さらに平和維持として400人から500人の最高計2,000人の露軍兵士が常時駐屯しており、かねてからモルドバ政府は露軍の撤収を要求していた[371][372]。

### 駐日大使館
- 駐日エストニア大使館のTwitterアカウントは2月24日、SWIFTからロシアを排除するよう求めるバルト三国の共同声明を扱ったTBSテレビの報道[373]に対し、バルト三国を「旧ソ連」と呼称しないよう求めるリプライを送った[374][375]。同様に駐日ジョージア大使館も報道機関向けに自国を紹介する際のガイドラインを公表し、「旧ソ連という呼称は相応しくありません」と注意を促している[376]。
- 駐日ジョージア大使のティムラズ・レジャバは3月8日、自身のTwitterに、「ジョージアと日本は非非友好国である」との趣旨のツイートを投稿した[377]。ABEMA TIMESは「非を二回重ねる二重否定により日本とジョージアの友好性を主張したものと思われる」との見解を示し[378]、テレビ朝日は、ロシアが日本を「非友好国」指定したことに対しての皮肉」と報道した[379]。

### スポーツ

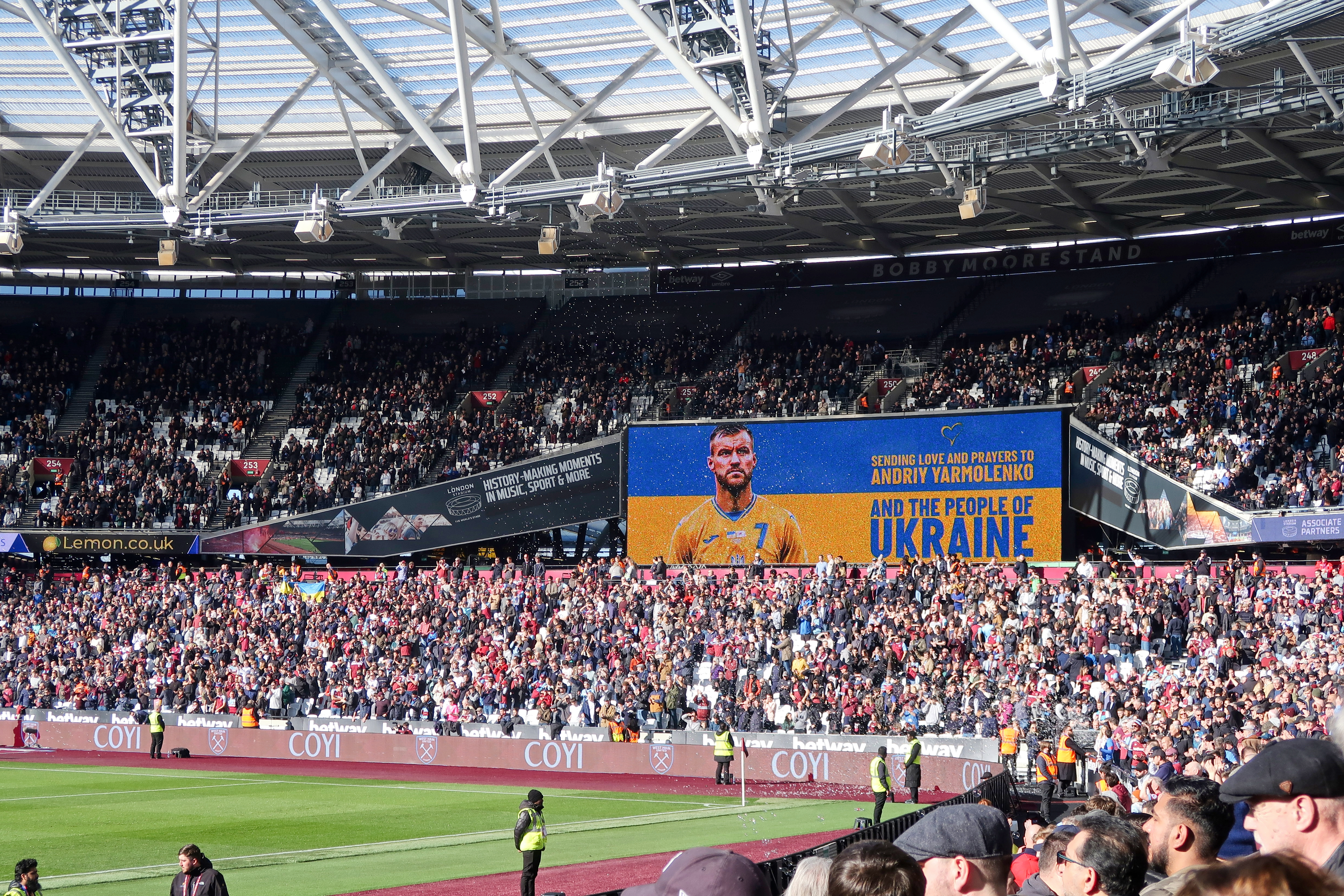
ウェストハム・ユナイテッドFC対ウルヴァーハンプトン・ワンダラーズFC戦。ウェストハム・ユナイテッド所属のアンドリー・ヤルモレンコに対する応援メッセージ（2022年2月27日）。

- ヨーロッパサッカー連盟は、UEFAチャンピオンズリーグ 2021-22決勝のスタジアムについて、当初予定していたロシアのガスプロム・アリーナ（サンクトペテルブルク）からフランスのスタッド・ド・フランス（パリ・サン＝ドニ）に変更することを発表した[380]。さらに、2月28日にはロシアのガス会社であるガスプロム社とのスポンサー契約を解除した[381]。さらに2023年1月25日、ロシアによるウクライナ侵攻が続いているため、8月16日に予定されているUEFAスーパーカップの開催地をロシアのカザンからアテネに変更すると発表した。
  - ヨーロッパサッカー連盟は5月2日、ロシアに対して更なる制裁処置を発表した。制裁の内容はUEFAネーションズリーグ2022-23・リーグBに関してはロシアの出場禁止にした上でグループ2最下位並びにリーグCへの降格、UEFA欧州女子選手権2022並びに2023 FIFA女子ワールドカップ・ヨーロッパ予選からロシアを大会から除外する事、UEFAチャンピオンズリーグ 2022-23へのロシアのクラブチームの参戦禁止などの制裁処置となった[382][383][384]。
- ウクライナサッカー協会(UAF)は、元ウクライナ代表主将で現在ロシア・FCゼニトのコーチを務めるアナトリー・ティモシュチュクに対し、侵攻への公の声明を出さなかったとして非難。フェアプレーに反するとして、これまで獲得したタイトルを剥奪する処分を下すとした[385]。
- ラグビーヨーロッパは男子15人制ラグビー・ヨーロッパ選手権2021-2022（兼ラグビーワールドカップ2023・ヨーロッパ予選）のうち、2022年2月27日にジョージア・トビリシで開催を予定していたジョージア対ロシア戦を延期し、同日および28日にモスクワで開催を予定していたスノーラグビー選手権を中止した[386]。その上でロシア領内での主催試合開催を無期限で取りやめた決定を下した[387]。
- フォーミュラ1は国際自動車連盟（FIA）および参戦チームと2月24日に協議を行い、2022年9月23日-25日にソチ・オートドロームで開催を予定している第17戦ロシアGPについて「現在の情勢では、開催は不可能である」との声明を発表した[388]。後日ロシアGP主催者との契約を打ち切った[389]。また、2023年末まで締結されていたロシアでのテレビ放映権も打ち切り、オンラインプラットフォームの「F1 TV」へのロシアからのアクセスも禁止した[390]。
  - 同レースに参戦しているハースF1チームは、ロシア人ドライバーのニキータ・マゼピンとドライバー契約、ニキータの父ドミトリー・マゼピンが所有するロシアの肥料メーカー「ウラルカリ」とタイトルスポンサー契約を結んでいたが、バルセロナで実施したプレシーズンテストの最終日の走行に際し2022年シーズンの使用車両「VF-22」からウラルカリのロゴとロシア国旗を模したカラーリングを除去した[391][392]。後日ニキータならびにウラルカリとの各契約を破棄した[393]。なお、ドミトリー、ニキータの父子ともEUの経済制裁リストの対象者に加えられている[394]。
  - フォーミュラ2およびFIAフォーミュラ3（英語版）に参戦しているハイテック・グランプリ（英語版）もウラルカリとのスポンサー契約を解消した[395]。
  - FIAは世界モータースポーツ評議会の緊急会合を開き、ロシアとベラルーシの両国内でのレース開催を国際・地域別を問わず無期限停止し、両国のドライバー個人に対しては中立参加を認めた[396]。一方でイギリス国内の自動車レースを統括するモータースポーツUKは、両国の自動車連盟が発行するライセンスの承認を停止し、対象のライセンスを持つドライバーに対して英国内で開催するレースへの参加を禁止した[397]。
- 国際スキー連盟は、2022年2月25日から3月20日にかけてロシア各地で開催を予定していたスキーワールドカップの6大会について開催を中止し、代替会場・日程の検討に入った[398]
- イングランド・プレミアリーグのプロサッカークラブマンチェスター・ユナイテッドFCは、アエロフロート・ロシア航空とのスポンサー契約を解消したと発表した[399]。さらに3月10日にはイングランドサッカー協会がロシア人オーナーであるロマン・アブラモビッチ氏が所有するチェルシーに対して、資産凍結のため販売済みのチケットを除く新規チケット販売停止および、選手の契約延長や移籍獲得の禁止、さらに公式グッズの販売も禁止された[400]。
- ドイツ・ブンデスリーガのシャルケ04は、スポンサーであるガスプロムのロゴをユニフォーム胸から外し、代わりに「Schalke 04」のロゴを入れることにすると決定したことを明らかにした[401]。
- 国際競技連盟連合は、ロシアのエカテリンブルクで5月に開催予定だったスポーツアコード国際会議を中止すると発表した[402][403]。
- 国際柔道連盟は、2022年5月20日-22日にロシアのカザンで開催を予定していたグランドスラムの中止を発表した[404]。同連盟の名誉会長・アンバサダーとなっていたプーチン大統領の資格を一時停止した[405]後に、3月6日にすべての役職から解職した。同連盟理事会のメンバーで、オリガルヒでもあるアルカディ・ローテンベルクも解職となった[406]。
  - さらにヨーロッパ柔道連盟はロシア人であるセルゲイ・ソロベイチク会長が辞意を表明したうえで、プーチン大統領の同連盟名誉会長の職位を取り消した[407]。
- 国際フェンシング連盟は、2022年2月25日-27日にロシア・ソチで女子エペワールドカップを予定通り開催した。日本フェンシング協会は選手団をソチに派遣していたが、次戦開催地であるハンガリーへの移動の安全を確保するようFIEと大会統括者に求め、その確約が取れたことから同月26日に団体戦の参加辞退、ならびにソチ大会の中止または延期を申し入れた[408]。
同連盟は3月1日、ロシア人のアリシェル・ウスマノフ会長の職務停止を発表した。ウスマノフ会長は、プーチン大統領に近い人物としてEUから制裁を受けていた[409]。
- 世界ボクシング協会（WBA）、世界ボクシング委員会（WBC）、世界ボクシング機構（WBO）、国際ボクシング連盟（IBF）は各団体の会長4名の連名でロシア国内でのタイトルマッチ開催を認可せず、紛争が合意により解決するまで、ロシア国内でのボクシング試合開催を認可しない意向を表明した[410][411]。
- 国際サッカー連盟は、当初はロシア代表に対して国際試合の主催を禁止する事を発表した。ロシアがホームゲームの試合は中立地で無観客試合として開催する他、国名・国旗・国歌の使用も認めず、ロシア代表はロシアサッカー連合として出場する方針であった[412]がその後、ヨーロッパサッカー連盟との連名でロシア代表及び全てのクラブチームの国際試合参加禁止を命じた[413]。これにより、ロシア代表チームは2022 FIFAワールドカップ・ヨーロッパ予選のプレーオフ出場は不可能となった[414]。
- 国際オリンピック委員会（IOC）の理事会は2月28日、ロシア政府によるオリンピック休戦やオリンピック憲章への重大な違反を理由に、全ての国際競技連盟に対してロシアとベラルーシの選手や関係者の参加の禁止を勧告したと発表した。両国の選手や関係者は国名・国旗・国歌などの使用はできず、中立の選手またはチームとしてのみ受け入れるべきだとしている。プーチン大統領を含むロシア政府関係者が受賞していたオリンピック功労賞をすべて撤回すると明らかにした[415]。
- 国際パラリンピック委員会（IPC）は3月4日に開幕する2022年北京パラリンピックについて、ロシアパラリンピック委員会（RPC）およびベラルーシ選手の参加を除外した[416][417]。同月2日時点では大会から除外せず「中立選手」としての個人参加を認め「パラリンピックの旗の下で競争し、メダルテーブルには含まれない」と決定した[418]が、IPCの決定に対し各国のオリンピック・パラリンピック委員会からの反発が強かったこともあり、開催前日の翌3日に決定を覆した。
  - パラリンピックから除外されたロシアは、3月18日からロシアのハンティ・マンシースクで独自のパラリンピックを開催することとなった。6競技を実施し、ロシアと同様に除外されたベラルーシ選手団などが招待されており、プーチン大統領をはじめロシア政府の関係者も開会式に出席した[419][420]。
- 欧州バスケットボール連合のユーロリーグではVTB銀行とのスポンサー契約を停止し[421]、ロシア国内の3クラブの参加停止[422]、CSKAモスクワからは5人のロシア籍以外の選手が契約破棄を行った[423]。
- ワールドテコンドーは、ロシア軍によるウクライナ侵攻を非難したうえでプーチン大統領に授与していた名誉9段黒帯を剥奪した[424]。
- 国際アイスホッケー連盟は、ロシアとベラルーシの2ヶ国に国家代表、クラブの全ての年代の国際試合への出場禁止と、2023年世界ジュニア選手権のロシア開催権を剥奪した[425]。
- 国際スケート連盟（ISU）は3月1日、IOCからのロシアとベラルーシの国際大会除外勧告を受けて、両国選手の世界選手権を含む国際大会からの除外を決定した[426]。4月25日、ロシアとベラルーシでの国際大会の開催を禁止すると発表した[427]。
- 世界野球ソフトボール連盟（WBSC）は3月1日、ロシアとベラルーシの国際大会からの除外を求めるIOC理事会の発表を支持する声明を発表した。現在、両国内での開催や両国が出場を予定しているWBSC主催大会は無い[428]。WBSCヨーロッパは、すでにロシアで予定されていた大会の移転を決めていたが、IOCの発表を受けて2022年に開催される全大会において、両国のナショナルチーム・クラブチームを除外すると決定した[429]。ロシア・ベラルーシに対する大会からの除外措置は、2023年時点においても継続することが確認されている[430][431]。
- ワールドラグビーはIOC勧告を受け、ロシアとベラルーシに対して無期限の国際試合およびクラブマッチ出場停止、ロシアラグビー協会に対して無期限の資格停止を決定した[432]。
- ワールドアスレティックス（世界陸連）は、ロシアとベラルーシの選手を個人参加・国家代表参加を問わず主催大会から無期限で除外した。なお、新たにベラルーシ陸上連盟を資格停止処分とし、ロシア陸上連盟はドーピング問題により2015年から資格停止中である[433]。
- 国際自転車競技連合はIOC勧告を受け、ロシアとベラルーシのナショナルチームに対してUCIカレンダー上の大会への参加を認可しない決定を下し、二国の国名・国旗・国歌、ナショナルチャンピオンジャージを使用禁止とした。また二国を登録国とする6つのUCIチームに対する認可を破棄した[434]。自転車メーカーのLOOKサイクルインターナショナルと自転車用ホイールメーカーのコリマは、ロシアを登録国とするUCIプロ・チームのガスプロム・ルスヴェロとの機材供給契約を破棄した[435][436]。
- 世界レスリング連合はロシアおよびベラルーシの選手および関係者の国際大会への参加を禁止し、2022年中にロシアおよびベラルーシで開かれる国際大会を中止することを決定した[437][438]。
- 国際スポーツクライミング連盟は、ロシアおよびベラルーシの選手および関係者の国際スポーツクライミング主催の大会参加を禁じた。またモスクワで開かれるワールドカップや2023年に開かれる世界ユース選手権の中止を発表した[437]。さらに3月18日と19日に開く総会でウクライナへの支援策について協議することを決定した[437]。
- 国際馬術連盟は、ロシアおよびベラルーシの選手、馬、役員の大会参加を認めないことを決定した[437]。
- 国際リュージュ連盟は、ロシアでの大会開催禁止やロシア選手の大会からの除外を発表した[437]。
- 国際バイアスロン連合は、ロシアおよびベラルーシの選手および役員の大会参加を認めないことを決定した[437]。
- 国際ボブスレー・スケルトン連盟は、ロシア連盟を資格停止とした[437]。
- アメリカのプロレス興行団体WWEは、ロシア国内で契約を結んでいたロシアの放送局「マッチ」との契約を終了し、全世界で視聴可能な動画配信サービス「WWEネットワーク」をロシアから除外することを発表した[439]。
- 国際モーターサイクリズム連盟は、ロシアとベラルーシのライセンスを取得している選手に対して、MotoGPを含む全てのレースへの出場を禁止した[440]。
- 北米プロアイスホッケーリーグNHLは、3月8日にロシアを中心としたプロアイスホッケーリーグのKHLとの取引を停止すると決めた[441]。他にKHLではフィンランドから参戦していたHCヨケリトがプレーオフを前にした2月25日に、ラトビアから参戦のディナモ・リガが２月27日に撤退をしている[442][443]。
- 世界空手連盟は、ロシアとベラルーシの選手、役員について主催大会への参加を認めないと発表した[444]。
- 国際大学スポーツ連盟は、ロシアとベラルーシの選手、役員について少なくとも年内は主催大会への出場を認めないと発表した[445]。
- 2022年4月18日開催予定のボストンマラソンの主催者は、ロシアまたはベラルーシに在住する選手の出場を認めないことを発表した[446]。
- 国際リュージュ連盟はオンラインでの総会でロシア人役員の除名を決定した。ロシア連盟の除名は3分の2以上の賛成がなく、否決された[447]。
- 2022年6月に開催されるテニス・ウインブルドン選手権の主催者でもあるオールイングランド・ローンテニス・アンド・クローケー・クラブはロシアおよびベラルーシ選手のエントリーを拒否し、大会から除外することを発表した[448][449]。
- 国際水泳連盟は、4月22日にロシアのエフゲニー・リロフに対して9カ月間の大会出場停止処分を科した。リロフも3月にプーチン大統領がモスクワで開いた集会に参加し、複数のアスリートとともに「Z」の文字の書かれた洋服を着用していたとされる[450]。

### 放送・文化・芸術

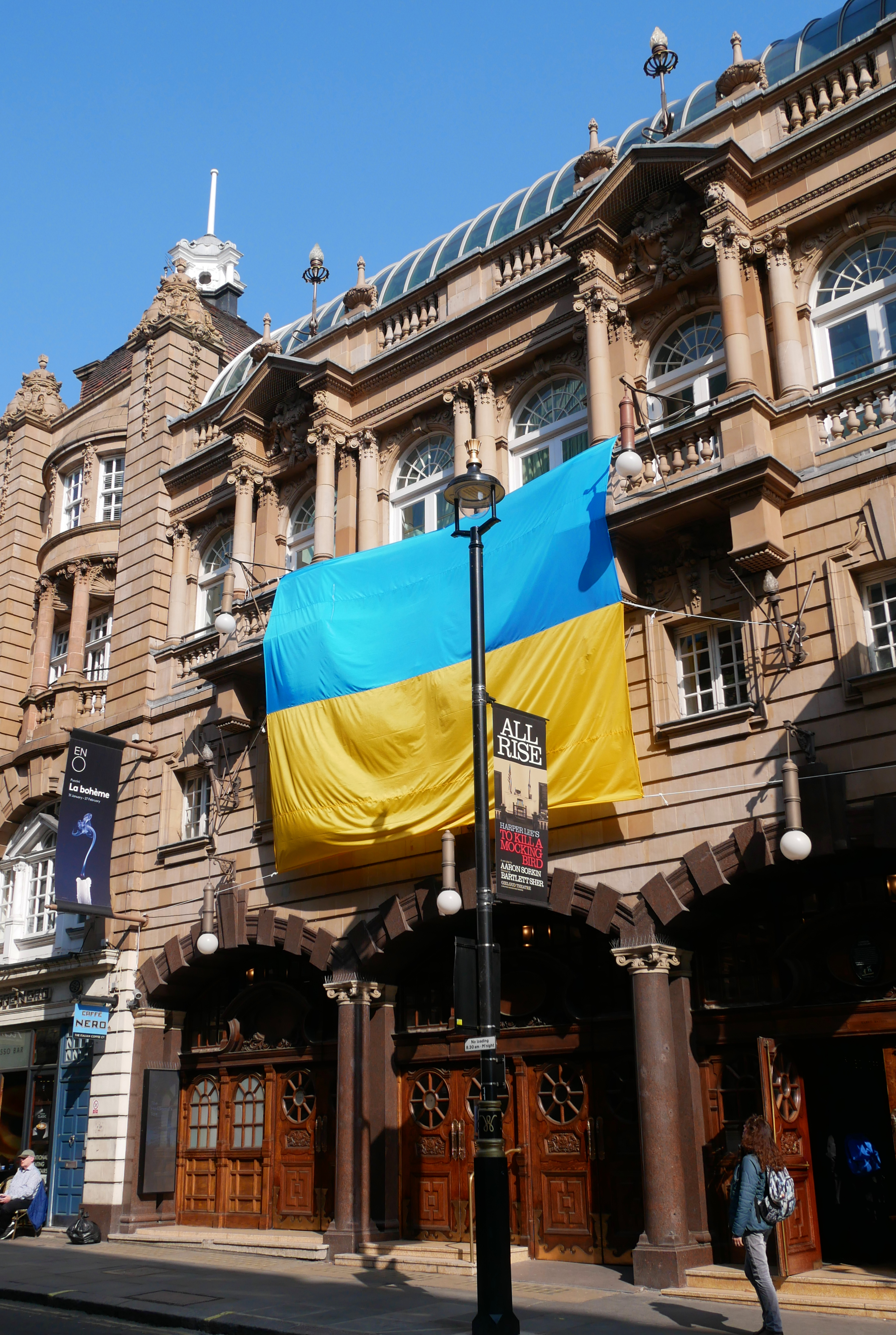
ロンドン・コロシアム（2022年3月24日）

- 2月24日、ウクライナの公共放送であるUA:PBCは欧州放送連合（EBU）に対し、全ロシア国営テレビ・ラジオ放送会社と第一チャンネル両放送局の会員資格の剥奪を求めた。承認された場合、ユーロビジョン・ソング・コンテスト2022にロシア代表は出場できなくなる。しかし、ユーロビジョン・ソング・コンテストの主催側はロシアにもウクライナにも参加資格があると表明した[451]。これに対し、北欧を中心とした国々の放送局および参加者らが異議を示した[452]。25日、EBUは本年度のロシアの参加を取り止めると発表した[453]。26日、ロシアの全てのEBU加盟放送局はEBUを脱退した[454]。
- ユーロビジョン・ソング・コンテスト2016の優勝者、クリミア・タタール人歌手のジャマラは子供たちと共にウクライナを脱出し、ルーマニアを通じてトルコに亡命した[455]。
- 日本ロシア学生交流会の主催、東急の特別協力により、2022年3月12日に東京カルチャーカルチャー（東京都渋谷区）にて開催を予定していたイベント「ロシアの日 〜Powered by 渋谷渦渦〜」は、同年2月24日に中止を発表した[456][457]。
- 米ニューヨークのカーネギー・ホールにて2022年2月25日から3日間の日程で予定されていたウィーン・フィルハーモニー管弦楽団の公演の指揮者について、ロシア人のヴァレリー・ゲルギエフからカナダ人指揮者のヤニック・ネゼ＝セガンに交代された[458]。伊スカラ座もゲルギエフが指揮予定だったピョートル・チャイコフスキーの『スペードの女王』を、ウクライナ侵攻に対して沈黙を貫くゲルギエフの姿勢を理由に公演中止とした[459]。ゲルギエフはプーチン大統領の友人とされている[460]。3月1日には「ロシアの支配者への肯定的評価を修正すると期待したが、そうはならなかった」ことを理由として、ミュンヘン市がゲルギエフが首席指揮者を務めていたミュンヘン・フィルハーモニー管弦楽団からゲルギエフを解雇した[461][462]。
- 2月27日、モスクワのダンチェンコ劇場で監督を務めるローラン・イレールが、辞職する意向をAFP通信に明らかにした[463]。
- 小樽市総合博物館主催、北海道・サンクトペテルブルク市・ロシア鉄道博物館の協力により、2022年3月2日に開催を予定していたイベント「ロシア鉄道・オンラインセミナー」は、同年2月27日に中止を発表した[464][465]。
- 2月28日、ウォルト・ディズニー・カンパニーはピクサーの新作『私ときどきレッサーパンダ』を含む新作映画のロシアでの公開を一時停止すると表明。「ウクライナへのいわれのない侵攻と悲劇的な人道危機」のためと述べた[466][467]。
- ワーナー・ブラザーズは、3月3日からロシアにて劇場公開する予定だった『THE BATMAN-ザ・バットマン-』の上映を一時保留にすることを発表した[468]。
- 3月1日、ソニー・ピクチャーズ エンタテインメントが傘下のコロンビア ピクチャーズ作成の4月公開予定映画『モービウス』のロシア国内での公開を中止すると発表した[469]。
- 同月、パラマウント・ピクチャーズやユニバーサル・ピクチャーズはロシアでの新作作品の公開を取り止めることを発表した[470]。
- 3月1日、明石フィルハーモニー管弦楽団は同月21日に開かれる定期演奏会でチャイコフスキー作曲の「序曲『1812年』」の演奏を取り止めることを発表した。理由としては、内容が1812年ロシア戦役を描いたものであることから団員から「今の状況では演奏するのは抵抗がある」という声が多く上がったことによるものとしている[471]。また、中部フィルハーモニー交響楽団も3月26日に開かれるプロムナードコンサートの曲目を「序曲『1812年』」からシベリウス作曲の「フィンランディア」に変更することを発表した[472]。
- 3月1日、カンヌ国際映画祭は、2022年5月開催の映画祭にロシアの公式代表団や政府関係者の参加を受け入れないと発表した[473]。
- 3月2日、エレクトロニック・アーツは「FIFA 22」などのスポーツゲームからロシアとベラルーシの代表やクラブチームを排除することを発表した[474]。
- 3月2日、カートゥーン ネットワークは同月4日に放送予定だったアニメ『ダンベル何キロ持てる?』6話を放送を中止することを発表した[475]。この放送回ではロシア人のキャラクターと共にプーチン大統領を模したとみられるキャラクターが登場しているため、放送を断念した可能性が推測されており、その後の放送でも6話のみ放送が見送られている[476]。
- 3月3日、AXNミステリーは同月に放送予定だった『貴公子探偵ニコライ』を『名探偵ポワロ』に差し替えることを発表した[477]。
- 3月4日、テレビ東京は『午後のロードショー』で8日に放送予定だった「ワルキューレ」を「メジャーリーグ」に変更することを発表した[478]。また、同月8日には「ネイビーシールズ」と「ハート・ロッカー」の別作品への変更も発表した[479]。
- 3月6日、オペラとバレエで名声を誇るボリショイ劇場とトゥールーズ・キャピトル国立管弦楽団の音楽監督で首席指揮者のトゥガン・ソヒエフがウクライナ侵攻への態度表明に対する圧力により、双方のポストの辞任を表明した[480]。翌7日にはボリショイ・バレエ団の人気プリンシパルでイタリア人のジャコポ・ティッシとソリストでブラジル人のダビジ・モタ・ソアレスがウクライナ侵攻に抗議して退団を表明した[481]。
- ツリー・オブ・ザ・イヤーは、ロシア産の木を排除することを決めた[482]。
- ロンドンのロイヤル・オペラ・ハウスはボリショイ・バレエ団の公演を夏シーズンの企画として話を進めていたが、企画はお蔵入りとなった[459]。
- 3月11日から札幌市内の書店で開催予定だったパネル展「疫病とロシア文学」を、札幌大学は「イベントへの嫌がらせが懸念される」として無期限で延期した[483]。
- 3月16日、かねてからTelegramでウクライナ侵攻に反対の意を公言していたボリショイ・バレエ団のプリマバレリーナ、オリガ・スミルノワが、同バレエ団に所属し続けることが困難であると退団を表明しオランダ国立バレエ団に移籍することが発表された[484]。
- 3月20日には、ロシアのウクライナ侵攻により発生した難民を支援するためにイギリスのロックバンド、クイーン+ポール・ロジャースによるビッグ・ライヴ 2008 〜ライヴ・イン・ウクライナのライブ映像がYouTubeで公開された。収益は全てUNHCRに寄付される。[485]
- 3月24日、日本テレビ放送網はウクライナの首都・キエフの表記を「キーウ」に変更することを発表した。「侵攻を受けているウクライナの地名は、現地のウクライナ語に近づけることにした」と理由を説明している[486][487]。
  - その後、3月31日に日本国政府が首都「キーウ」などウクライナ国内の地名をウクライナ語読みに基づく呼称に変更したことに伴い、報道各社も相次いでウクライナ語読みに基づく地名に変更した。ただし当面は「キーウ（キエフ）」[488]や「首都キーウ、ロシア語でキエフ」[489]の様に、本文中で従来のロシア語読みの呼称を併記する措置がとられているメディアが多い。

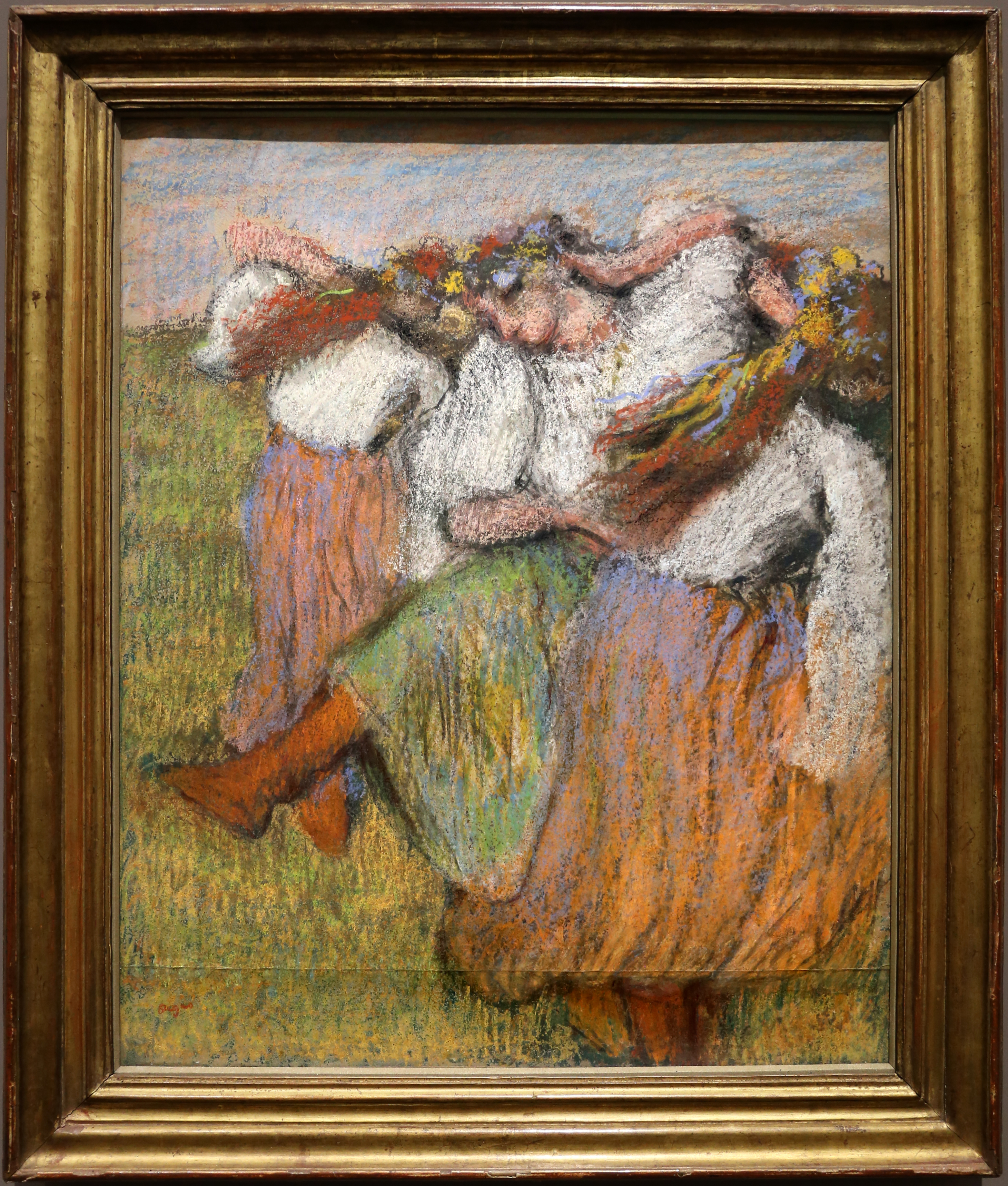
「ロシアの踊り子」から「ウクライナの踊り子」へ改名されたエドガー・ドガのパステル画。（ロンドンのナショナル・ギャラリー所蔵）

- 4月4日、英ロンドンのナショナルギャラリーは、非展示だが所蔵している印象派のフランス人画家エドガー・ドガのパステル画を「ロシアの踊り子」から「ウクライナの踊り子」へ改名したことを発表した。絵画にはウクライナの国旗色である青と黄色のリボンを髪や花輪にまとって踊る女性たちが描かれており、題名に対する議論が数年前から起きていた[490][491]。
- 4月8日、『ハリー・ポッター』シリーズの電子書籍が同日をもって「著作権者の決定」によりロシアでの販売から撤退することとなった。背景として欧米におけるロシア文化の排斥運動をめぐり、プーチン大統領が主張を補強しようと著者であるJ・K・ローリングの名前を引用したことに当の本人が反発し、Twitterでプーチンを「抵抗する市民を虐殺したり、反体制派に毒を盛った上で収監したりする人物」と批判していたことから、ウクライナ侵攻への抗議とみられる。なお、紙の本はロシア国内での販売を継続する[492]。
- 4月8日、ピンク・フロイドは、ウクライナ人道支援のために、28年ぶりの新曲「Hey, Hey, Rise Up!」をシングルとして発表した。ウクライナのバンド「ブームボックス」のボーカリスト、アンドリーイ・クリヴニュークが2月27日にInstagramに投稿した映像から、クリヴニュークが歌った伝統ある愛国歌「ああ野の赤いガマズミよ」の曲が使用されている[493][494]。ミュージック・ビデオも同日、配信された[495]。ビデオの監督はマット・ホワイトクロスが務めた。
- 4月9日、テレビ朝日系列で放送されているアニメ、ドラえもんで「どくさいスイッチ」の回が放送された。これに対して、インターネット上では、「いろんなこと考えるよね、この回」「プーチンは見た方がいい」などの声があがった[496]。
- 4月13日、国際音楽コンクール世界連盟は臨時総会を開き、世界三大コンクールの一つでロシアを代表する作曲家チャイコフスキーの名にちなんでいると言われているチャイコフスキー国際コンクールを除名すると決定した[497][498]。19日に発表された文書では「ロシア政権から資金提供を受け宣伝ツールと利用されている」同コンクールを非政治的な同連盟は支援出来ないとした[497][498]。一方でロシア人音楽家個人を排除や差別する意図はなく、今後も同人音楽家を包括的制裁から守ることも発表に記されていた[497]。
- 5月8日、U2のボノとジ・エッジは、キエフ中心街の地下鉄駅で40分間にわたってコンサートを開いた。U2の公式ツイッターによると、ゼレンスキー大統領が二人を招待したという。「ブラディ・サンデー」「ディザイアー」「ウィズ・オア・ウィズアウト・ユー」などを披露。また、ウクライナのバンド、アンティティラとともに「スタンド・バイ・ミー」をアレンジし、「スタンド・バイ・ウクライナ」を歌った[499]。ボノとジ・エッジはブチャの集団埋葬地やキエフ近郊のイルピンを訪れ、地元の人々と交流した[500][501]。
- 5月9日、コロンビア大学はピューリツァー賞を発表。「ウクライナのジャーナリストたち」を特別賞に選んだ[502]。
- 2023年5月25日、ロシアの国営通信社であるタス通信は同国の動画配信サイト「キノポイスク」などで配信されているスタジオジブリ作品が同年6月以降は同国内で配信視聴できなくなることを報じた。同社との間で配信権の更新が出来なかったものと推測されている[503][504]。その後、ロシアの配給会社「ロシアン・ワールド・ビジョン」が一部のスタジオジブリ作品の配給権を獲得し、視聴不可から一転して、継続になる見込みになったと同月26日にインタファクス通信が報じた[505]。

### 宗教界
- ローマ・カトリック教会のフランシスコ教皇とロシア正教会のキリル総主教は3月16日、オンラインで協議。2人はともに、ロシアとウクライナによる停戦協議の重要性を強調した[506]。
- キリル総主教は開戦後、同戦争を「西側諸国への対抗手段である」とし、ロシアの軍事行動を支持する声明をおこなった[507][508]。
- 日本ハリストス正教会は3月10日、ロシア正教会・ウクライナ正教会への具体的な言及は行わなかったものの、同戦争の早期終結を願う声明を発表した[509][510]。

### その他
- トルコの防衛企業バイカルは、ウクライナが既に購入したトルコ製の無人戦闘攻撃機（UCAV）バイラクタル TB2がロシア軍の防空システム襲撃に大きな効果を出したため、追加供給をした[511][512]。5月25日、リトアニアのネット放送局「Laisves TV」が同機を1機購入しウクライナへ提供するため500万ユーロ（約7億円）の資金提供を視聴者に呼びかけたところ、わずか3日半で達成された。これに対しバイカル社は「名誉ある資金調達」と述べ、リトアニアにTB2を無償で1機提供することを発表、集まった資金は人道援助に使うよう依頼した[513]。リトアニア国防省はその機体を完全武装させてウクライナに送るとツイートした[514]。
- 国際チェス連盟（FIDE）は3月21日、「グランドマスター」の称号を持つロシアのセルゲイ・カヤキンがウクライナ侵攻支持を表明したため、6カ月の資格停止処分を科した[515]。
- 4月5日、World of Tanksなどの作品を持つウォーゲーミング社はロシア及びベラルーシから撤退し、今後、両国でいかなる事業も所有・運営しないことを決定した[516]。
- 日本で言論活動を行うウクライナ人のアンドリー・ナザレンコは義勇兵を志願して大使館に出向いたが「情報戦の戦士となるべきだ」と諭され、書籍を執筆している[517]。
- 6月22日、ピュー研究所が2月中旬から5月中旬にかけて18か国で行った世論調査で、ロシアに対する印象を「好ましい」と回答した人の割合が平均で10%だったとする結果を発表した。「好ましい」と回答した割合は各国で過去最低となり、ウクライナ情勢を受けて国際的に対露感情が悪化していることが明らかとなっている[518]。

## 民間のウクライナへの支援

ウクライナに対して、人道支援を行った国

### 各種支援
- 2月25日
  - ポーランドのゲームスタジオ・11 bit Studios（英語版）は、同日から1週間に得られるゲーム『This War of Mine』および同作のダウンロードコンテンツによる収益の全額を、ウクライナ赤十字社（英語版）に寄付すると発表した[519][520]。
  - ポーランドのゲーム開発企業・CD Projektは、ポーランドの人道支援組織・Polska Akcja Humanitarna（英語版）に100万ズウォティ（日本円で約2800万円）を寄付したと発表した[521][522]。
  - 駐日ウクライナ大使館は人道支援を目的とした募金活動を開始[523]。3月1日には合計金額が20億円近く集まっていることを明かした[524]。
- 2月26日
  - スペースX社CEOのイーロン・マスクは、ウクライナのミハイロ・フョードロフ副首相兼デジタル転換相の要請に応じ、同社の衛星インターネットアクセスサービスであるスターリンクをウクライナ国内で利用できるようにしたとTwitter上で表明した[525]。また、送受信のための端末を同国へ輸送していることも明らかにした[526][527]。
- 2月27日
  - 楽天グループ会長の三木谷浩史は、ウクライナ支援のため、個人として同政府に10億円を寄付することを明らかにした[528]。
- 2月28日
  - イギリスのブロックチェーン分析会社のElliptic（英語版）は、ウクライナ政府が26日にTwitter上でビットコイン、イーサリアム、テザーの各暗号通貨のウォレットのアドレスを公開し寄付を呼びかけた結果、日本時間の27日19時30分までに約790万ドル相当の暗号資産を受け取っていると分析した[529][530][531]。
- 3月2日
  - ソニーグループは、ウクライナおよびその周辺地域で被災した人たちへの人道的支援のため、国連難民高等弁務官事務所と国際NGOのセーブ・ザ・チルドレンへ合計200万ドル（約2.3億円）の寄付を実施すると発表した[532]。
- 3月3日
  - ドイツはこの日までに、ウクライナを避難したすべての同国国民を迎え入れる方針を明らかにした[533]。
  - ポルシェは、ウクライナの人道支援のため、100万ユーロを寄付することを決定した。そのうち75万ユーロを国連難民高等弁務官事務所に、25万ユーロをフェリー・ポルシェ財団に寄付する[534]。
- 3月4日
  - ナイキの財団は、国連児童基金と国際救済委員会に100万ドルを寄付すると発表した[535]。
  - ファーストリテイリングは、ウクライナなどの支援に当たる国連難民高等弁務官事務所に1千万ドル（約11億5千万円）を寄付すると発表した。また、ヒートテック毛布やヒートテックインナー、エアリズムマスクなど約10万点と、日本国内のユニクロ店舗で回収したリサイクル衣料のうち防寒着など約10万点をポーランドなどにウクライナから避難してきた難民に提供するとしている[536]。
  - 資生堂は、ウクライナへの緊急支援として100万ユーロ（約1億3000万円）を国連難民高等弁務官事務所に寄付すると発表した[537]。
  - 株式会社ポケモンの子会社『The Pokémon Company International』は、NPO『GlobalGiving（英語版）』に20万USドル（約2,300万円）をウクライナへの人道支援の目的で寄付したと発表[538][539]。
  - パナソニックは、ウクライナへの人道的支援のため約2000万円寄付すると発表した。内訳は、ポーランドへの避難民支援のため「ポーランド赤十字社」に対し約1000万円、ウクライナ国内への支援のため「NGOピースウィンズ・ジャパン」に対し約1000万円[540]。
- 3月7日
  - 日産自動車は、ウクライナへの人道的支援のため、総額250万ユーロ（約3億1000万円）を拠出すると発表した。100万ユーロは赤十字社などに寄付し、必要に応じて、日産の車両の提供も行う。残りの150万ユーロは「日産ケア基金」の創設資金、従業員の食料や衣類などの生活費や医療費に充てるという[541]。
- 3月8日
  - 国際テニス連盟、男子プロテニス協会、女子テニス協会と四大大会の主催者は、ウクライナへの人道的支援のため、70万ドル（約8000万円）を寄付したと発表した[542]。
  - アンディ・マリーは、2022年の賞金をウクライナの子供の教育支援などのために寄付することを表明した[542]。
  - デビッド・ベッカムとヴィクトリア・ベッカム夫妻は、ウクライナの子供たちのために、ユニセフに設置した基金を通じて100万ポンド（約1億5900万円）を寄付した[543]。
  - 日立製作所は、ウクライナ人道支援として、グループ全体で総額300万ドル（約3億5000万円）を寄付すると発表した[544]。
  - イオンは、ウクライナの子供たちを支援するため、同社の公益財団法人イオンワンパーセントクラブから、日本ユニセフ協会に1億円の寄付を行うと発表した[545]。
- 3月9日
  - コーエーテクモホールディングスは、国連難民高等弁務官事務所に50万米ドルの義援金寄付をすると発表した[546]。
  - 日清食品は、ウクライナから近隣諸国に避難している人々に対し、インスタントラーメン10万食を無償提供すると発表した。現地の赤十字を通じて届ける予定。また、国際連合世界食糧計画（WFP）に対し、1億1500万円の寄付も行うと発表した[547]。
  - レオナルド・ディカプリオがウクライナに1000万ドル（約11億5000万円）を寄付したことが、英紙インデペンデントなどの報道により明らかとなった。ディカプリオの母方の祖母はウクライナのオデッサ出身とされる[548]。
  - 産業用ロボットメーカーのアイエイアイは1億円の寄付を決定。在日ウクライナ大使館に寄付を申し出た[549]。
  - トヨタ自動車は、国連難民高等弁務官事務所などに最大で計250万ユーロ（約3億2000万円）を寄付すると発表した。現地で働くウクライナ人従業員と家族の生活や移住を支援する基金も設立する[550]。
  - セイコーエプソンは、ウクライナへの人道支援のため、100万ドル（約1億1千万円）を寄付することを決定した[551]。
  - オムロンは、ウクライナからの難民に対して100万ユーロ（約1億3千万円）相当を寄付すると発表した[552]。
- 3月10日
  - バンダイナムコグループは、セーブ・ザ・チルドレン・ジャパンに1億円の寄付を決定した[553]。
  - ノジマは、日本赤十字社へ1億円の寄付を行った[554]。
  - マリア・シャラポワはセーブ・ザ・チルドレンに寄付することを表明した[555]。
  - 三菱電機は、ウクライナへの人道支援のために100万ユーロ（約1億3000万円）を寄付すると発表した[556]。
- 3月11日
  - 花王は、国連難民高等弁務官事務所に50万ユーロ（約6400万円）を寄付したことを明らかにした。また、自社の紙おむつや生理用品を寄贈することを決めた[557]。
  - マツダは、国連難民高等弁務官事務所に100万ユーロ（約1億3000万円）を寄付すると発表した[558]。
  - スズキは、国連難民高等弁務官事務所に100万ユーロ（約1億3000万円）を寄付すると発表した[559]。
- 3月14日
  - アメリカのニューヨーク生命保険会社は、ウクライナに30万ドルの支援を表明し、その完全子会社のニューヨークライフ・インベストメンツはロシア証券の購入停止を声明した[560]。
  - ブリヂストンは、ウクライナへの人道支援のためにグループ全体で計約5億円を寄付すると発表した[561]。
  - スペインのマドリードのタクシー運転手たちが、ポーランドに逃れたウクライナの避難民をスペインに連れてこようと、約30台のタクシーで出発。ワルシャワ近郊のナダジンに着くと、運転手たちは救援物資をタクシーから降ろした。そして133人の難民を乗せ、17日にマドリードに戻った。総額約650万円の費用は、運転手の自費と寄付金で賄われた[562]。
- 3月15日
  - ダイキン工業は、ウクライナへの人道支援のために国連難民高等弁務官事務所に100万ユーロ（約1.3億円）を寄付することを決定した。あわせて、難民の宿泊施設や教育施設へのダイキン工業製品の寄贈を行うことも決めた[563]。
- 3月16日
  - レアル・マドリードは、ウクライナの避難民のために100万ユーロ（約1億3000万円）を赤十字社や国連難民高等弁務官事務所などに寄付すると発表した[564]。
  - 大塚ホールディングスは、ウクライナの避難民のために、赤十字社を通じて、2,000万円を寄付することを決定したと発表[565]。加えて、同グループの医薬品の提供を通じて、医療支援を行うとしている[565]。
  - クボタは、グループ全体で、国連難民高等弁務官事務所や国際連合世界食糧計画WFP協会などに約1億円を寄付すると発表した[566]。
- 3月18日
  - カインズは、ウクライナへの人道支援のために国連難民高等弁務官事務所に1億円寄付すると発表した[567]。
  - ZOZOは、2月28日から3月14日にかけて予約販売した、売上金の全額を寄付する「ウクライナ人道支援チャリティーTシャツ」について、売上金2億8371万5060円全額を、NPO法人「ADRA Japan」へ寄付したことを発表した[568]。
- 3月22日
  - KDDIと沖縄セルラー電話は、ウクライナへの人道支援として、国連難民高等弁務官事務所と国連児童基金に総額2億円を寄付すると発表した。なお両社は、既にウクライナへの国際通話などの無償化を実施している[569]。
- 3月24日
  - 損害保険ジャパンらが、SOMPO美術館のゴッホの《ひまわり》の展示収入を通じたウクライナおよび近隣国における人道支援活動に向けた寄付の実施を表明した（7月8日に金額が発表された）[570]。
- 3月30日
  - ファナックは、ウクライナへの人道支援として、日本赤十字社山梨県支部に救援金100万ユーロ（約1億3500万円）を寄付した[571]。
- 4月27日
  - キオクシアは、ウクライナへの人道支援として、国連難民高等弁務官事務所に1億円を寄付すると発表した[572]。
- 6月14日
  - Yahoo! Japanは、ウクライナ避難民への支援として、「ウクライナ支援」と検索すると一人につき10円、最高で総額4,000万円を避難民への支援活動を行なう5つの団体に寄付する取り組みを19日まで実施すると発表した[573][574]。
- 7月8日
  - 損害保険ジャパンらが、約8450万円の寄付を表明した[575]。安倍晋三銃撃事件の日と重なり大きな報道はなかった。

### 義勇兵募集の呼びかけと呼びかけへの応答
2月27日、ゼレンスキー大統領は、ウクライナのために戦うことを望む外国人は両手を広げて歓迎され、武器も与えられる、と発表したところ、その呼びかけに応じて即座に数百名の応募する人々があり、世界各地からいわば「波」のようにウクライナに続々と到着しはじめたので、ゼレンスキー大統領は「ウクライナ領土防衛部隊」という名の外国人部隊（義勇軍）を設立した。ウクライナのクレーバ外務大臣は「ウクライナの外国人部隊に参加したい人は誰でも、自分が住む国の最寄りのウクライナ大使館で登録してください」「ウクライナへの入国手続きは可能な限り簡素化されます」と述べた。たとえばスコットランドからだけでも100名以上が義勇兵としてウクライナで戦うために駆けつけている、ということをBBCは把握している。3月4日、第1陣1万6000人が既にウクライナに到着していることがウォロディミル・ゼレンスキー大統領の発表で明らかとなった。さらに3月7日時点で義勇兵は2万人に到達した。
日本でも駐日ウクライナ大使館がTwitterを通じて募集し、元自衛官50人とフランス外国人部隊経験者2人を含む70人が志願した。日本政府や自由民主党はウクライナ国内に退避勧告が発令されていることを理由に外国人軍団への応募をやめるよう注意喚起をしている。また、弁護士の田上嘉一や横粂勝仁は日本人が外国人軍団に応募した場合、刑法93条に規定されている私戦予備・陰謀罪に抵触する可能性があるとも指摘したが、この法律が実際に適用された判例はなく、どうなるかはっきりしないという。なお、ウクライナ大使館はこの投稿を3月2日付で削除した。
しかし3月16日、日本人とみられる男性がウクライナ西部のリビウでCNNトルコのインタビューに応じ、他の日本人2名とともに義勇兵として参加していることが伝えられた。この報道を受けて松野博一官房長官は、同月18日の定例会見で「報道は承知をしております。個々の報道の1つ1つについてお答えすることは差し控えたいと思いますが、日本政府はウクライナ全土に退避勧告を出しており、同国に滞在する邦人はただちに退避をしていただきたい」と国外退避を促した。

## ロシアを支持・賛同する動き
- 3月2日の第11回国際連合緊急特別総会でのウクライナ侵攻への非難決議案に反対したのはロシア以外ではベラルーシ、北朝鮮、エリトリア、シリアであった[588]。この4か国以外ではミャンマー軍事政権がロシア支持を表明し、ニカラグア、キューバ、ベネズエラはウクライナ東部の親ロシア派地域の独立を支持した。ただし、侵攻後の国連非難決議ではキューバは棄権し、ベネズエラは欠席した[588]。

### アジア・オセアニア
- 日本
  - 日本における代表的な親露派の参議院議員の鈴木宗男（日本維新の会、新党大地）は、侵攻後も一貫して徹底したウクライナ批判、ロシア擁護論を展開し続けている。詳しくは鈴木宗男とロシアのウクライナ侵攻を参照。
  - 広島県呉市の市議会では、2022年3月4日の本会議にて、ロシアのウクライナ侵攻を「暴挙」と非難し、平和的解決を求める決議案が賛成多数で可決された。しかし谷本誠一市議（会派：自然共生党）はこの決議案に唯一の反対票を投じた。その理由として、谷本市議は採決の前に行われた反対討論の中で「現地の人々はロシア軍により解放されたと喜んでいるとの情報も届いている」と述べた[589]。
  - 外務省の元外交官で駐ウクライナ兼モルドバ大使、防衛大学校教授を歴任した作家の馬渕睦夫は「ブチャの虐殺はウクライナ軍の自作自演」「ロシアによるウクライナ侵攻にもディープステート（DS）が関与している」などとロシア政府側を擁護するような主張を繰り返している。馬渕は2022年4月より出身地の京都府南丹市の文化観光大使を務めているが、「侵攻したロシアを擁護するかのような馬渕さんの言動は、観光大使の適格性を欠く」として南丹市議会の日本共産党市議団が馬渕の解任を行うように市に申し入れを行った[590]。
  - 伊藤貫は、保守系思想誌『表現者クライテリオン』2022年7月号に掲載した「三十年間、ロシアを弄んできたアメリカ」において、第43代アメリカ合衆国大統領ジョージ・W・ブッシュが2008年のNATO首脳会合で、フランス大統領ニコラ・サルコジとドイツ首相アンゲラ・メルケルの反対を押し切り、ウクライナとジョージアを北大西洋条約機構（NATO）加盟国とすると決定し、これにロシアが何度も抗議したにもかかわらずアメリカ政府が受け入れなかった[591]ことに紛争の淵源を求める。2008年8月、ロシア軍はジョージアに侵攻した[591]。2010年、親露派のヴィクトル・ヤヌコーヴィチがウクライナ大統領選挙に勝利すると、第44代アメリカ大統領のバラク・オバマは即座に、ウクライナの反露派陣営に50億ドル以上の資金を注ぎ込み、ヤヌコーヴィチを失脚させる秘密工作を実行し、2014年2月、アメリカ国務省とCIAはウクライナの首都キーウでクーデターを起こすことに成功したと主張している[591]。伊藤はドンバス戦争の舞台になったウクライナ東部ドンバス地域についても、住民の大半がロシア語を話し、ロシア正教を信奉している親露派であると主張[592]。事態を憂慮した仏独両国政府は2014年と2015年、ミンスク協定を成立させた[592]。この協定では、ドンバス地域に住む親露派住民に一定の自治権を与えることを条件として、武力紛争を停止することになっていたが、ウクライナ側が協定の実施に激しく抵抗したため、無効になった[592]。アメリカは2014年のクーデター以降、数百名のアメリカ軍将校をウクライナに常駐させて、ウクライナ軍の兵士などにアメリカ製兵器の供与と軍事教練を行うとともに、アメリカ本土にウクライナ兵を滞在させて、アメリカ軍と共に戦う訓練も実施された[592]。この動きはロシアにとって脅威となった上、2021年にバイデン政権が発足してから、ドンバス地域に駐留しているロシア兵が、アメリカ軍に訓練され、製のドローンを使用するウクライナ兵によって殺害され始めたと主張している[592]。
  - 神奈川県鎌倉市では3月下旬以降、鶴岡八幡宮の参道付近など、少なくとも4カ所以上の東京電力の分電盤にウクライナ侵攻への支持を意味するとされる「Z」の落書きが発見されている[593]。さらに5月1日には江ノ島電鉄長谷駅にある案内板と、東へ50メートル離れた線路沿いの変電設備にも同様の落書きが発見された。鎌倉署は器物損壊罪の容疑で捜査している[594][595]。
  - 日本における反ワクチン団体・Qアノンの派生団体である神真都Qは「ウクライナやNATOはディープステートの手先で、プーチンは正義の味方」「（ロシアのウクライナ侵攻は）小児人身売買や毒ガス製造のための地下施設を攻撃しているだけ」と主張した[596][597]。
  - 2023年5月18日、東京銀座で「ウクライナに平和を求める会」がデモ行進を行った。このデモのビラには「戦争で喜ぶのは軍産複合体だけ」、「メディアのロシア一方的悪者論はフェイクニュース」、「即時停戦こそ日本の国益」、「ウクライナ戦争で世界は大迷惑」というスローガンがかかれており、ビラに掲載された賛同人の欄には長尾敬（自民党所属、前衆議院議員）、鈴木信行（日本国民党代表、前葛飾区議）、本間奈々（新党くにもり元代表、元総務官僚）、坂東忠信（元警視庁刑事通訳捜査官）、仲村覚（日本沖縄政策研究フォーラム代表、元陸上自衛官）佐藤和夫（デモの主催者、元日本のこころ所属）、竹内久美子、山口敬之、参政党代表の松田学、参政党のアドバイザーの我那覇真子や小名木善行ら急進右派系の人士が名を連ねた。2023年5月2日、駐日ウクライナ特命全権大使のセルギー・コルスンスキーは、この「ウクライナに平和を求める会」の主催するデモについて「このデモは平和とは何の関係もありません。 親露の立場で日本の世論を混乱させる挑発行為だ。」、「そこに行かないでください。 親ロシアの立場を支持しないでください。」とツイッター上で厳しく批判した[598]。5月18日の当日にデモを取材したやや日刊カルト新聞は「デモは統一教会、幸福の科学、参政党の各関係者含め、反ワク系、陰謀論系、歴史修正系が集まったネトウヨのごった煮」と報じている[599]。
  - アカギヘリコプター株式会社に勤めていたウクライナ人女性は、上司からパワハラを受け、精神的苦痛を負ったとして同社を提訴したが、一連のパワハラの一つとして上司が女性にウクライナ侵攻に関して「ウクライナも悪い」と言ったとされている[600]。
  - 2023年9月7日、ロシアの軍事ブロガーのテレグラムチャンネルに投稿されたインタビュー動画に日本人とされる男性が登場した。男性は「カネコ」を名乗り、日本語でインタビューに応じている。男性はロシア側のドネツクの志願兵部隊に参加しているという。その理由をウクライナ側を支援する米国はかつては米大陸の先住民族を迫害し、日本に核兵器を投下したと語り「義はロシアにある」、「先祖をたくさん虐殺された日本人が、米国のいいなりになっている」と動画内で主張している[601]。
- キルギス - ビシュケクで2022年3月22日、ロシアを支持するデモが行われた。プーチンの肖像に「われわれはあなたと共に」と書かれたプラカードが登場したり、キルギス国旗とロシア国旗が並んで掲揚される場面もあったとAFP通信は報じた[602]。
- シリア - 6月29日、シリア政府は、ウクライナ東部の親ロシア派勢力のドネツク人民共和国とルガンスク人民共和国の独立をロシア以外で初めて承認した[603]。ウクライナはシリアと断交した[604]。

- 朝鮮民主主義人民共和国 - 7月13日、在ロシア北朝鮮大使館がドネツク人民共和国とルガンスク人民共和国を国家として承認したと発表した。これに対しウクライナは北朝鮮と断交した[605]。

- 中華人民共和国 - ロシアのウクライナ侵攻後、中国ではロシア産の物産を買ってロシアを応援しようという動きがある。ロシア大使館公認の「ロシア国家館」というオンラインショップでは2022年3月上旬の時点で売り切れが続出した。この動きに際して、ロシア側の関係者が「我々は中国の友情を目にしている」という動画をサイトに投稿した。中国のインターネット上には「ロシアを応援するために買う」「中国人民の購買力を見くびらない方が良い」などという書き込みがみられた[606]。

### アメリカ州
- アメリカ合衆国 - 「ウクライナには、米国が支援する生物兵器の研究所がある」というロシア政府の主張をアメリカ国内で活動するQアノンがインターネット上に拡散している[607]。

### ヨーロッパ
- セルビア - ベオグラードでは、2022年3月4日にロシアのウクライナ侵攻への支持を表明するデモが開催された。セルビアの右派グループが主催したとされる。このデモには約1000人が参加した。参加者はプーチン大統領の顔写真をプラカードにして掲げたり、ロシア国旗を振りながらEU旗を踏みつけるなどした。デモ隊から「セルビア人とロシア人は永遠の同志」とシュプレヒコールが上がったり、デモ参加者の一人は「ウクライナはネオナチから解放されつつある。われわれの同志ロシア人がウクライナを解放している。願わくば世界も」と語ったともAFP通信は報じた[608]。
- モルドバ - モルドバのキシナウで2023年3月12日、極右で親ロシア派野党の「ショル」が数千人規模の抗議デモを動員し、参加者は警官隊と衝突した。これを受けてモルドバ政府は「ロシアの情報機関がデモを通じ、状況を不安定化させようとしている」という声明を発表している[609]。
- オーストリア - 2022年3月20日、下院で行われたウクライナのゼレンスキー大統領によるビデオ演説中、親露派とされる極右のオーストリア自由党の議員らが一斉退席した。議員らは「国の中立性に違反する」と抗議するとしている[610]。
- ドイツ
  - 2022年4月上旬にドイツ国内各地で親露派デモが行われたとAFP通信が報じている。ハノーバーではロシア語を話す人々の呼びかけで親露派の車両が600台集まったと当地の警察は発表した。親露派デモへのカウンターデモとして、ウクライナ支持のデモも行われている。ドイツ政府当局はドイツ国内でロシア系の市民とウクライナ系市民の対立が激化することを懸念しているという[611]
  - ロシアのウクライナ侵攻以降、ウクライナへの支援を呼びかける欧米諸国の政府に対する抗議デモがドイツ各地で行われている。デモの中には極右グループやロシアの元軍人が関係するものもあり、ロシア連邦軍参謀本部情報総局などのロシア政府の情報機関の民意扇動が行われているという指摘もある[612]。

### アフリカ
- エチオピア - 首都アディスアベバのロシア大使館の前には「ロシアのために戦いたい」というエチオピア市民が行列を作っている。ロシア軍の傭兵としてウクライナで戦うことで高額な応酬を得ることが出来る、ロシア国内で就労できる等のSNS上での噂が流れているという。エチオピア国内の政情不安、物価の高騰がその背景にあるとされる。また、エチオピアは元々親露的な国でありロシアとの連帯を訴える世論が強いという。ロシア大使館はこの事態に対して2022年4月19日に「ロシア連邦への連帯と支持」を表明するため善意で集まったものだとする声明を発表した。エチオピアからロシアへ傭兵が流れ込んでいる実態は確認できていないが、ロシア大使館の近くで数百人のエチオピア市民がエチオピア国内の警備員登録をしている姿を目撃したとロイターは報じた[613]。

- マリ - ロシアによるウクライナ侵攻後もロシアは西アフリカのマリへ民間軍事会社「ワグネル」の戦闘員や自国の兵器を送っている。ロシア側はマリ北部紛争では政府側を支援し、現地のイスラム過激派などの力を削っている。旧宗主国フランスがマリ政府側に対して様々な「価値観の押し付け」を強要する一方で、ロシアはマリ政府側の要望する治安改善の無制限に送ってくれることからマリの暫定大統領のアシミ・ゴイタを初めとして、現地の政府側、政府支持者からロシア及びプーチン政権の支持は非常に高い。バマコの集会ではロシア国旗を振る若者も多く見られた[614]。

- ブルキナファソ - 西アフリカのブルキナファソでも、国土の多くを占領する現地のイスラム過激派などに対抗する政府側をロシアは支援している。旧宗主国のフランスより、迅速にブルキナファソ政府側を支援するロシア側を支持する者も多く、2022年10月に行われたワガドゥグーでの反フランスのデモにもロシアとの軍事協力を求める者が持ち込んだロシア国旗が翻る事態となっている[615]。

## 差別・ヘイトクライム
ウクライナ出国者への人種差別
- ウクライナからの出国を目指すインド人やアフリカ人が、国境で人種差別に直面したと訴えた。特に、アフリカ諸国からは越境を妨げられたなどとする訴えが相次ぎ、アフリカ連合（AU）は2月28日「衝撃的な人種差別」だとする声明を出した。

過去の難民事案との比較
- 過去のアフガニスタンやイラク、あるいは現在まで続くシリアやソマリアなど、世界中で大国による侵攻が発生してきた中でも、欧米諸国のメディアが特にウクライナについて取り上げ、難民受け入れに積極的な理由には、差別意識が根底にあるという指摘もある。それは、ウクライナをイラクやアフガニスタンなどの中東と比べたうえで、より「文明化された国」という文脈に落とし込もうとするものである。
- アメリカでは、CBSニュースの特派員が「ウクライナは、失礼ながら紛争が何十年も続くイラクやアフガニスタンとは違います。ここは比較的文明化した、比較的ヨーロッパ的な国なのです。」と発言し、後日謝罪文を出す羽目になった。イギリスでは、ITVニュースの特派員は、「ここは第三世界の途上国ではありません。ここはヨーロッパなのです」と発言。BBCでも、出演者が「青い目と金髪のヨーロッパ人が、子供たちが殺されているのです」と語った。NATOも難民発生の一因となった2015年頃のシリア難民を拒絶した欧州諸国が、ウクライナからの難民は温かく迎えていることに対して疑問や不満の声を上げている。

ロシア人やロシア文化に対する差別とヘイトクライム（憎悪犯罪）
- 世界各地で、侵略的なロシア人やロシア文化に対する憎悪の感情は過剰になっており、無実の各国にあるロシア料理店に対して、ネット上で誹謗中傷の書き込みがなされたり、ロシア政府が行っている軍事行動を「殺人者」などと指摘する投稿などが相次いでいる。建物や看板が破壊される実害も発生しており、東京にあるロシア食品を取り扱う店の看板も何者かに破壊された。その後、同店が入居しているテナントビルから看板を外し、店名自体を変えるよう提案を受けている。なお、同店の経営者はウクライナのドネツク出身である。また、カナダのカルガリーにあるロシア正教会が赤いペンキで汚された。バンクーバーでは、ロシアのコミュニティセンターがウクライナの旗の色である青と黄色の塗料で汚された。ドイツではロシア語学校のロシア人オーナーが、彼女の同僚や学生が虐待や嫌がらせを受けたと言ったと報じられた。
- 米国のエリック・スワルウェル下院議員は「すべてのロシア人学生を米国から追い出す」と主張し、イギリスのロジャー・ゲイル下院議員は同国に住むすべてのロシア人を「家に送るべきだ」と主張した。
- 滋賀県長浜市の旅館が、同社ウェブサイトにロシア人とベラルーシ人の宿泊を受け入れないというお知らせを掲載したことから、旅館業法に触れる恐れがあるとして県による行政指導を受けた。旅館業法では正当な理由なく宿泊を拒むことを禁じており、同旅館は文書を削除し謝罪文をウェブサイトに掲載した。
- 東京都渋谷区の恵比寿駅では、JR東日本が2022年4月7日よりロシア語で書かれた乗換案内表示を「調整中」と書いた紙で覆うことで見えなくする対応をとっていた。これは複数の利用者から「不快だ」といった声が寄せられたことによるであるが、その後にJR東日本の対応に対して批判が寄せられたことを受け、同社は15日に紙を外し表示を元に戻す措置をとった。
- 埼玉県さいたま市にある日本語学校に通うロシア人留学生は、県内のIT企業から内定を受けていたが、侵攻開始後に理由を告げられず内定取り消しされた。
- 千葉県松戸市では5月上旬から、市内にある10件近くの神社が御神木などの木にプーチンの顔写真を貼り付けた藁人形が五寸釘で打ち付けられる（丑の刻参り）被害を受けており、警察は同一犯の可能性が高いとみて器物損壊と建造物侵入の疑いで捜査を進めていた。6月15日、松戸東署は同市に在住する男を逮捕した。
- 2022年4月19日、日本の林芳正外相は、在日ロシア人に対する誹謗中傷が相次いでいることを受けて、日本に住む一般のロシア人を、ロシア人であるという理由だけで排斥したり誹謗中傷したりしないよう呼びかけた。